# Liste der Biografien/Schil
Liste der Biografien |
Portal Biografien |
Personensuche
# |
A |
B |
C |
D |
E |
F |
G |
H |
I |
J |
K |
L |
M |
N |
O |
P |
Q |
R |
S |
T |
U |
V |
W |
X |
Y |
Z |
?
 
Sa |
Sb |
Sc |
Sd |
Se |
Sf |
Sg |
Sh |
Si |
Sj |
Sk |
Sl |
Sm |
Sn |
So |
Sp |
Sq |
Sr |
Ss |
St |
Su |
Sv |
Sw |
Sy |
Sz
 
Sca–Sce |
Sch |
Sci–Scz
 
Scha |
Schc |
Schd |
Sche |
Schg |
Schi |
Schj |
Schk |
Schl |
Schm |
Schn |
Scho |
Schp |
Schr |
Schs |
Scht |
Schu |
Schv |
Schw |
Schy
 
Schia |
Schib |
Schic |
Schid |
Schie |
Schif |
Schig |
Schih |
Schij |
Schik |
Schil |
Schim |
Schin |
Schio |
Schip |
Schir |
Schis |
Schit |
Schiu |
Schiv |
Schiw |
Schiz
Die Liste der Biografien führt alle Personen auf, die in der deutschsprachigen Wikipedia einen Artikel haben. Dieses ist eine Teilliste mit 577 Einträgen von Personen, deren Namen mit den Buchstaben „Schil“ beginnt.

## Schil

### Schila
- Schilausky, Heinrich (* 1912), deutscher Radrennfahrer

### Schilb
- Schilb, Blake (* 1983), US-amerikanisch-tschechischer Basketballspieler
- Schilbach, Eduard (1830–1913), deutscher Kaufmann und Politiker
- Schilbach, Heinrich (1828–1905), deutscher Unternehmer und Politiker
- Schilbach, Johann Heinrich (1798–1851), deutscher Maler
- Schilberg, Rudolf (1894–1961), österreichischer Gewichtheber
- Schilberszky, Károly (1863–1935), ungarischer Botaniker, Pflanzenpathologe und Hochschullehrer
- Schilbock, Dirk (* 1972), deutscher Fußballspieler

### Schilc
- Schilchegger, Heinz (* 1973), österreichischer Skirennläufer
- Schilchegger, Michael (* 1985), österreichischer Politiker (FPÖ)
- Schilcher, Alois August von (1802–1877), bayerischer Verwaltungsbeamter
- Schilcher, Bernd (1940–2015), österreichischer Jurist, Hochschullehrer und Politiker (ÖVP)
- Schilcher, Fabian von (* 1977), deutscher Eishockeyspieler
- Schilcher, Franz (1660–1729), bayerischer Jesuit, Philosoph, römisch-katholischer Theologe, Hochschullehrer und Rektor
- Schilcher, Franz von (1836–1931), deutscher Jurist, Bergsteiger und Fachautor
- Schilcher, Friedrich (1811–1881), österreichischer Maler
- Schilcher, Gerlinde (* 1938), österreichische Journalistin, Autorin, Frauenrechtlerin und Erzieherin
- Schilcher, Heinz (1930–2015), deutscher Apotheker und Hochschullehrer
- Schilcher, Heinz (1947–2018), österreichischer Fußballspieler und -manager
- Schilcher, Jörg, spätmittelalterlicher Meistersinger
- Schilcher, Matthäus (* 1947), deutscher Geoinformatiker, Geodät und Universitätsprofessor
- Schilcher, Max August von (1794–1872), bayerischer Staatsmann
- Schilcher, Rudolf (1919–1975), deutscher Wirtschaftswissenschaftler und Hochschullehrer
- Schilck, Johann Paul (1668–1745), österreichischer Steinmetzmeister des Barock, Richter in Kaisersteinbruch
- Schilck, Johann Thomas (1659–1709), österreichischer Steinmetzmeister und Bildhauer des Barocks

### Schild
- Schild von Spannenberg, Michael (* 1972), deutscher Jurist, Richter am Bundesgerichtshof
- Schild, Alfred (1905–1996), deutscher Architekt
- Schild, Alfred (1921–1977), deutsch-US-amerikanischer Physiker
- Schild, Armin (* 1961), deutscher Gewerkschafter
- Schild, Bernadette (* 1990), österreichische SkirennläuferinBernadette Schild (* 1990)

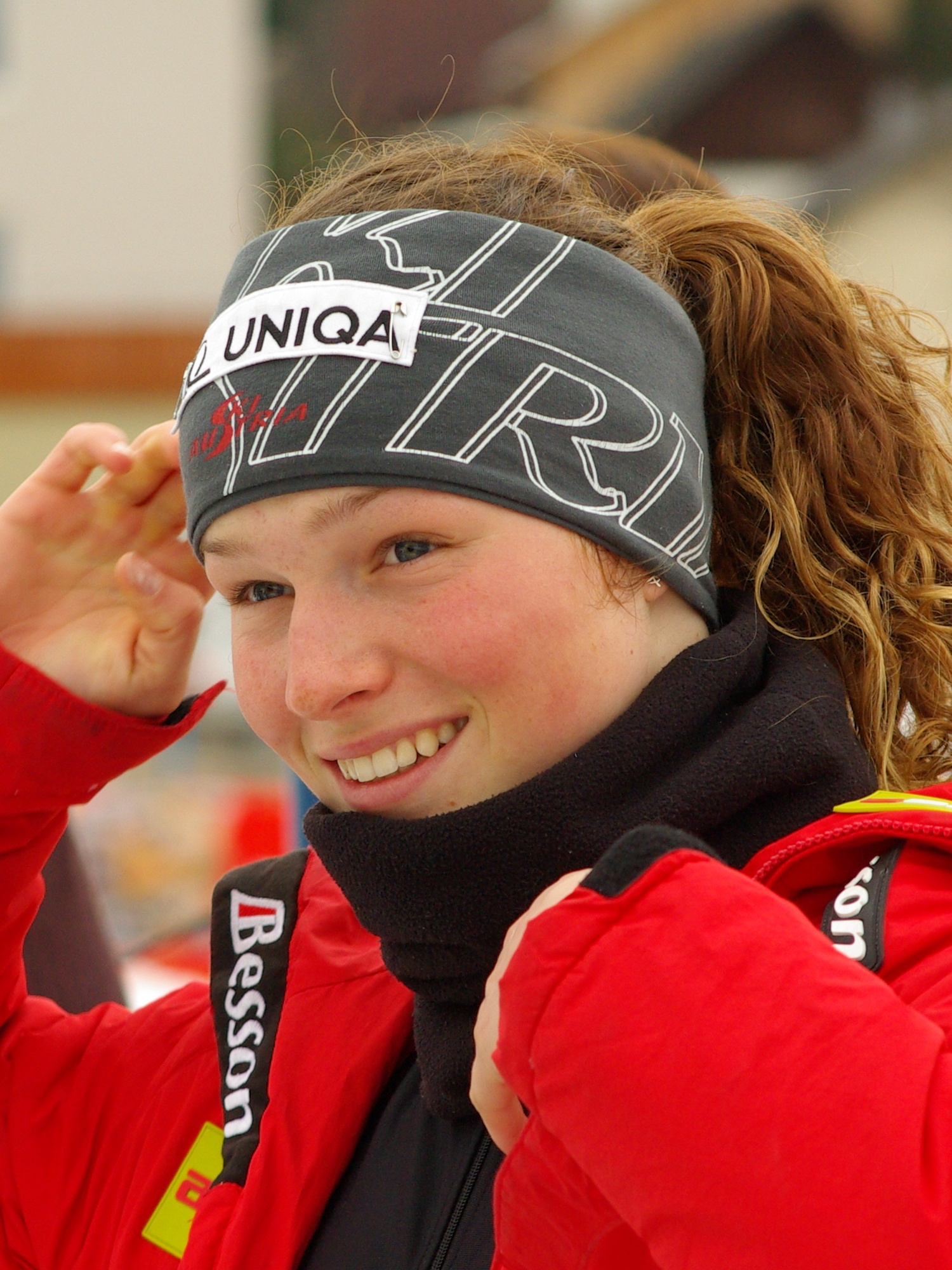
Bernadette Schild (* 1990)

- Schild, Cedric (* 1992), Schweizer Journalist
- Schild, Christine (* 1947), deutsche Schauspielerin
- Schild, Detlev (* 1951), deutscher Physiker und Mediziner
- Schild, Edi (1919–2008), Schweizer Skilangläufer
- Schild, Erich (1917–1998), deutscher Architekt, Bauphysiker und Hochschullehrer
- Schild, Erwin (1920–2024), deutsch-kanadischer Judaist, Semitist und konservativer Rabbiner
- Schild, Ewald (1899–1962), österreichischer Biologe
- Schild, Frank (1931–2014), deutscher Offizier
- Schild, Franz Josef (1821–1889), Schweizer Arzt, Kantonspolitiker (liberale Partei), Volkskundler und Mundartdichter
- Schild, Georg (* 1961), deutscher Historiker
- Schild, Heinrich (1895–1978), deutscher Politiker (DP, CDU), MdB, MdEP
- Schild, Heinz Otto (1906–1984), österreichischer Pharmakologe
- Schild, Hermann (1913–2006), deutscher Radrennfahrer
- Schild, Horst (1942–2024), deutscher Politiker (SPD), MdB
- Schild, Ingeborg (1927–2022), deutsche Bauhistorikerin und Hochschullehrerin
- Schild, Joachim (* 1962), deutscher Politologe
- Schild, Jochen (* 1976), deutscher Musikproduzent, Arrangeur, Komponist und Songwriter
- Schild, Johann Erich (1653–1717), hannoverscher Kammerschreiber, herzoglich braunschweig-lüneburgischer Kammeragent und kurhannoverscher und königlich großbritannischer Oberkämmerer, Leibniz-Korrespondent
- Schild, Johann Matthias (1701–1775), deutscher Porträt-, Tier- und Stilllebenmaler des Rokoko sowie kurkölnischer Hofmaler zu Bonn
- Schild, Johannes (* 1960), deutscher Komponist und Dirigent
- Schild, Jörg (* 1946), Schweizer Politiker
- Schild, Josef (* 1980), österreichischer Skirennläufer
- Schild, Lorine (* 2005), französische Eiskunstläuferin
- Schild, Maria (1745–1827), deutsche Historienmalerin und kurkölnische Hofmalerin zu Bonn
- Schild, Marianne (* 1984), Schweizer Politikerin (GLP)
- Schild, Marlies (* 1981), österreichische SkirennläuferinMarlies Schild (* 1981)

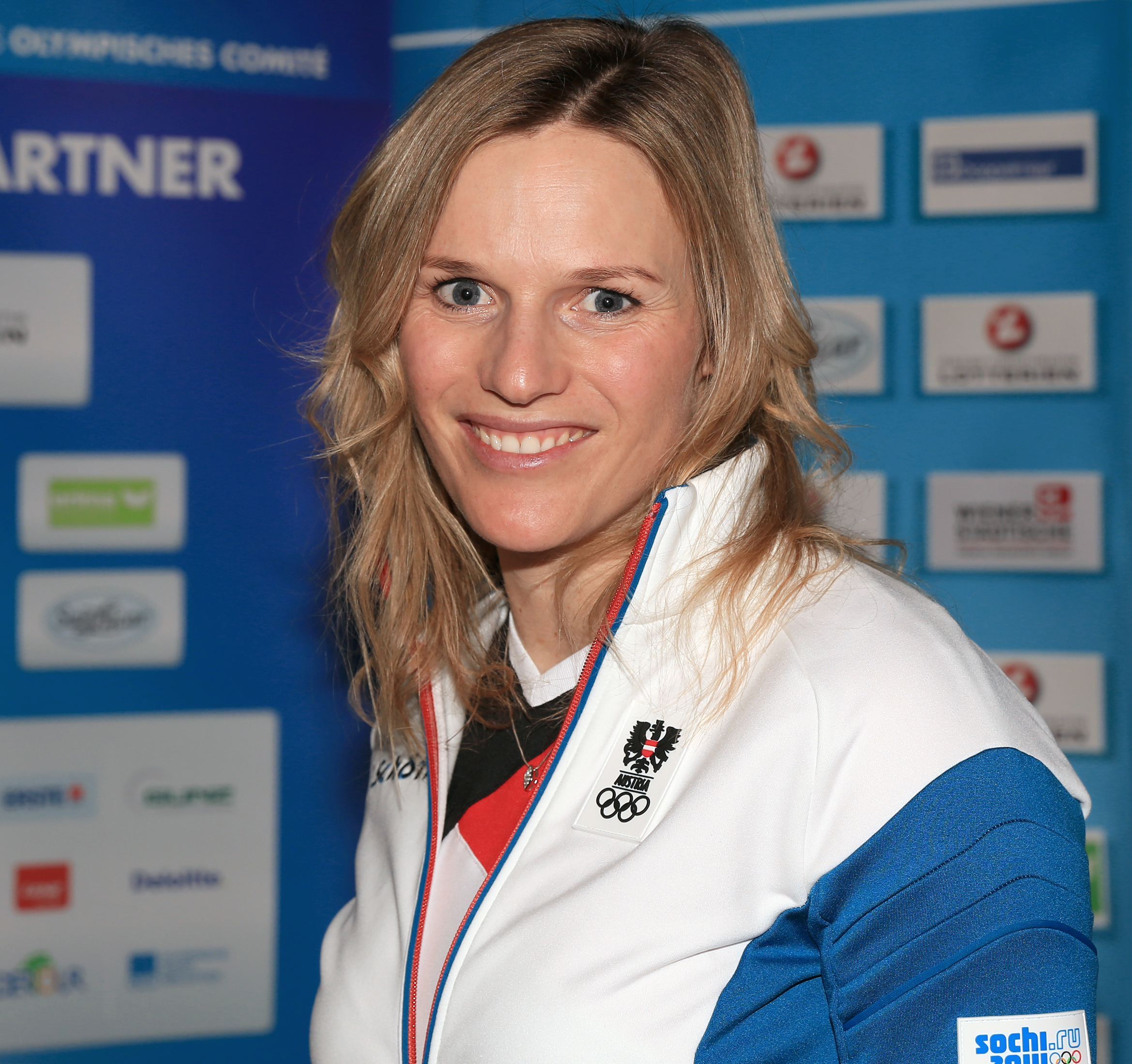
Marlies Schild (* 1981)

- Schild, Martina (* 1981), Schweizer Skirennfahrerin
- Schild, Morgan (* 1997), US-amerikanische Freestyle-Skisportlerin
- Schild, René (* 1983), deutscher Radrennfahrer
- Schild, Ronald (* 1970), deutscher Buchhandelsmanager
- Schild, Thekla (1890–1991), deutsche Architektin
- Schild, Theodor Franz (1859–1929), österreichischer Komponist
- Schild, Udo (* 1963), deutscher Jazz- und Soul-Sänger, Gitarrist und Songwriter
- Schild, Ulla (1938–1998), deutsche Afrikanistin und Literaturwissenschaftlerin
- Schild, Ulrike (* 1958), deutsche Sozialpädagogin, Redakteurin, Moderatorin und Autorin
- Schild, Urs (1829–1888), Schweizer Industrieller und Politiker
- Schild, Werner (* 1924), deutscher Fußballspieler
- Schild, Wolfgang (* 1946), österreichischer Jurist und Rechtshistoriker
- Schild, Wolfgang (* 1952), deutscher Politiker (CDU), Staatssekretär im Saarland
- Schildan, Heinz (* 1941), deutscher Eishockeyspieler
- Schildbach, Bernhard (1876–1944), Redakteur und Mitglied des Landtages des Volksstaates Hessen
- Schildbach, Carl (1730–1817), deutscher Tiergarten-Aufseher und Ökonomie-Direktor
- Schildbach, Carl Hermann (1824–1888), deutscher Orthopäde
- Schildbach, Gerd (1918–2010), deutscher Mediziner und Unternehmer
- Schildbach, Herbert (1923–2016), deutscher Maler
- Schildbach, Reinhold (1933–2019), deutscher Agrar- und Brauwissenschaftler
- Schildberg, Friedrich-Wilhelm (1934–2018), deutscher Chirurg und Hochschullehrer
- Schildberger, Friedrich (1900–1976), deutscher Historiker und Archivar
- Schildberger, Hermann (1899–1974), deutscher Dirigent
- Schilddorfer, Gerd (* 1953), österreichischer Schriftsteller
- Schilde, Benno (1849–1911), deutscher Unternehmer
- Schilde, Carolin (* 1964), deutsche Ministerialbeamtin und Staatssekretärin (Brandenburg)
- Schilde, Dettleff (1949–2014), deutscher Politiker (BSU, Perspektive, Demokratische Volkspartei Deutschlands, Alternative für Deutschland)
- Schilde, Hans (1910–2006), deutscher Politiker (SED) und Gewerkschaftsfunktionär
- Schilde, Hans-Joachim (* 1946), deutscher Fernsehjournalist und Pfarrer
- Schilde, Jan (* 1974), deutscher Journalist
- Schilde, Klaus (1926–2020), deutscher Pianist
- Schilde, Kurt (* 1947), deutscher Historiker und Soziologe
- Schildenberger, Johannes (1896–1990), deutscher Benediktiner, römisch-katholischer Theologe und Bibelwissenschaftler
- Schildener, Karl (1777–1843), deutscher Jurist, Rechtshistoriker und Hochschullehrer
- Schildenfeld, Gordon (* 1985), kroatischer FußballspielerGordon Schildenfeld (* 1985)

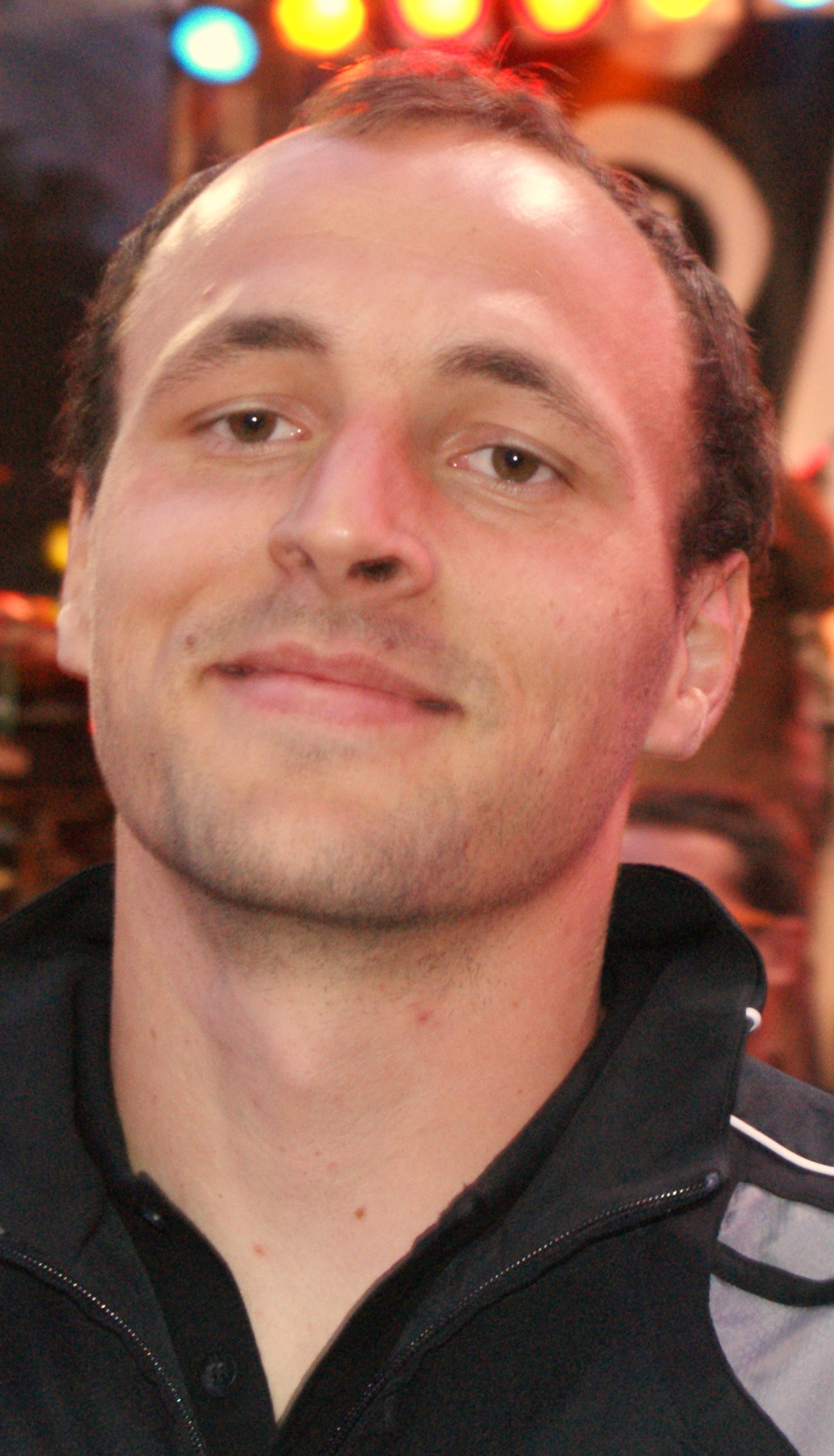
Gordon Schildenfeld (* 1985)

- Schilder, Adolf (1873–1957), tschechoslowakisch-deutscher Politiker, Abgeordneter zum Abgeordnetenhaus
- Schilder, Caspar Mauritz von († 1669), Domherr in Münster
- Schilder, Chris, südafrikanischer Fusionmusiker (Piano, Keyboards, Komposition)
- Schilder, Cornelius (* 1941), niederländischer römisch-katholischer Geistlicher, Bischof von Ngong
- Schilder, Elisabeth (1904–1983), österreichische Juristin und Sozialarbeiterin
- Schilder, Franz Alfred (1896–1970), deutscher Zoologe
- Schilder, Günter (* 1942), österreichischer Kartographiehistoriker und Hochschullehrer
- Schilder, Hilton (* 1959), südafrikanischer Jazz- und Fusionmusiker
- Schilder, Jessica (* 1999), niederländische Kugelstoßerin
- Schilder, Jost († 1474), deutscher Steinmetz und Dombaumeister
- Schilder, Karl Andrejewitsch (1786–1854), deutschbaltisch-russischer Pionieroffizier und Ingenieur
- Schilder, Manfred (* 1958), deutscher Politiker (CSU)
- Schilder, Paul (1886–1940), österreichischer Psychiater, Psychoanalytiker und Autor
- Schilder, Robbert (* 1986), niederländischer Fußballspieler
- Schilder, Tony (1937–2010), südafrikanischer Jazzmusiker und Bandleader
- Schildge, Eric (* 1988), US-amerikanischer Radrennfahrer
- Schildgen, Johannes (* 1987), deutscher Informatiker und Hochschullehrer
- Schildhammer, Peter (* 1988), österreichischer Handballspieler und -trainer
- Schildhauer, Ferdinand (1855–1926), deutscher Architekt und bayerischer Baubeamter
- Schildhauer, Johannes (1918–1995), deutscher Historiker und Hochschullehrer
- Schildhauer, Thomas (* 1959), deutscher Wirtschaftswissenschaftler
- Schildhauer, Thomas A. (* 1963), deutscher Chirurg und Universitätsprofessor
- Schildhauer, Tom (* 1988), deutscher Slampoet
- Schildhauer, Werner (* 1959), deutscher Leichtathlet und OlympiateilnehmerWerner Schildhauer (* 1959)

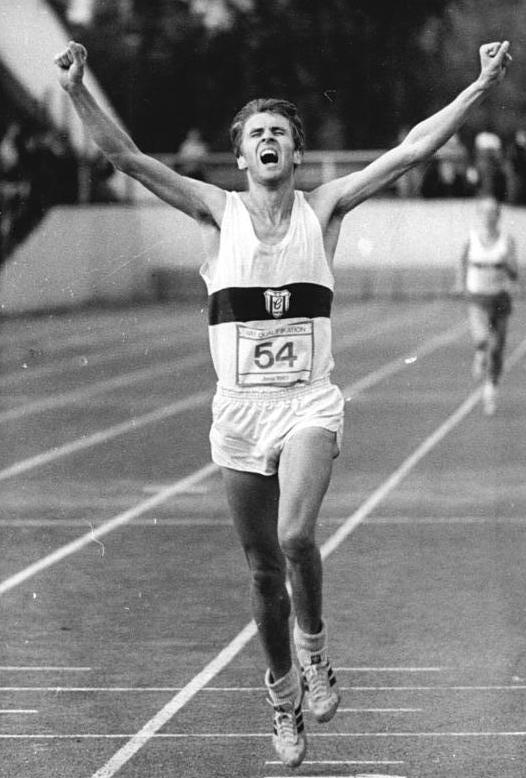
Werner Schildhauer (* 1959)

- Schildhauer-Gaffrey, Reinhilde (1947–2003), deutsche Politikerin (SPD), MdL
- Schildknecht, Christiane (* 1958), deutsche Philosophin und Hochschullehrerin
- Schildknecht, David, US-amerikanischer Weinkritiker
- Schildknecht, Georg (1850–1939), deutscher Genremaler und Porträtmaler
- Schildknecht, Heinz (1913–1963), deutscher Maler und Künstler
- Schildknecht, Hermann (1922–1996), deutscher Chemiker
- Schildknecht, Kurt Josef (* 1943), Schweizer Schauspieler, Regisseur und Theaterintendant
- Schildknecht, Nadja (* 1973), Schweizer Unternehmerin
- Schildknecht, Pierre (1892–1968), russischer Filmarchitekt
- Schildknecht, Ronnie (* 1979), Schweizer Triathlet
- Schildknecht, Thomas, Schweizer Astronom und Hochschullehrer
- Schildkraut, Dave (1925–1998), US-amerikanischer Altsaxofonist
- Schildkraut, Eric (1906–1999), deutscher Schauspieler, Hörspielsprecher und Sportler
- Schildkraut, Joseph (1896–1964), US-amerikanischer Film- und Theaterschauspieler österreichischer HerkunftJoseph Schildkraut (1896–1964)

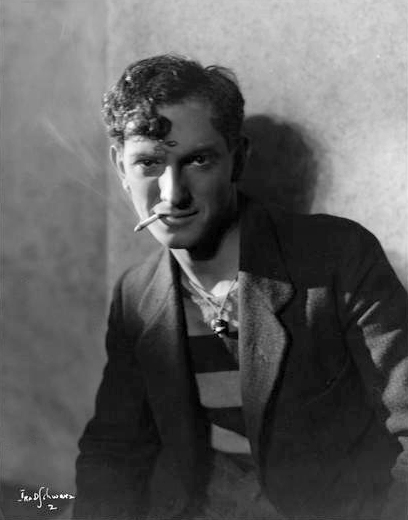
Joseph Schildkraut (1896–1964)

- Schildkraut, Rudolph (1862–1930), US-amerikanischer Filmschauspieler und Theaterschauspieler österreichischer Herkunft
- Schildmacher, Hans (1907–1976), deutscher Zoologe, Ornithologe und Hochschullehrer
- Schildmacher, Siegfried (* 1938), deutscher Volkswirt, Kommunalbeamter und Autor sowie Freimaurer
- Schildmaid von Birka, Person
- Schildmann, Rudolf (1902–1987), deutscher Politiker (NSDAP), MdR
- Schildmann, Ulrike (* 1950), deutsche Pädagogin
- Schildt, Axel (1951–2019), deutscher Historiker und Hochschullehrer
- Schildt, Bernd (* 1948), deutscher Rechtswissenschaftler
- Schildt, Frank (* 1962), deutscher Politiker (SPD)
- Schildt, Gerhard (1937–2023), deutscher Neuzeithistoriker
- Schildt, Göran (1917–2009), finnlandschwedischer Autor
- Schildt, Hans-Gerd (* 1952), deutscher Fußballspieler
- Schildt, Herbert (* 1951), amerikanischer Informatiker, Fachbuchautor und Musiker
- Schildt, Johann, sächsischer Beamter
- Schildt, Melchior († 1667), deutscher Komponist und Organist der norddeutschen Orgelschule
- Schildt, Ute (* 1957), deutsche Politikerin (SPD), MdL

### Schile
- Schilenko, Aljona Sergejewna (* 1989), russische Crosslauf-Sommerbiathletin
- Schilenkow, Georgi Nikolajewitsch (1910–1946), sowjetischer Funktionär
- Schileru, Dincă (1910–1992), rumänischer Fußballspieler und -trainer

### Schilf
- Schilf, Alfred (1901–1972), deutscher Jurist
- Schilf, Gundula, deutsche Fußballspielerin
- Schilfert, Gerhard (1917–2001), deutscher Historiker (DDR), Präsident der Historiker-Gesellschaft der DDR

### Schilg
- Schilgen, Dirik (* 1965), deutscher Jazzmusiker (Schlagzeug)
- Schilgen, Fritz (1906–2005), deutscher LeichtathletFritz Schilgen (1906–2005)

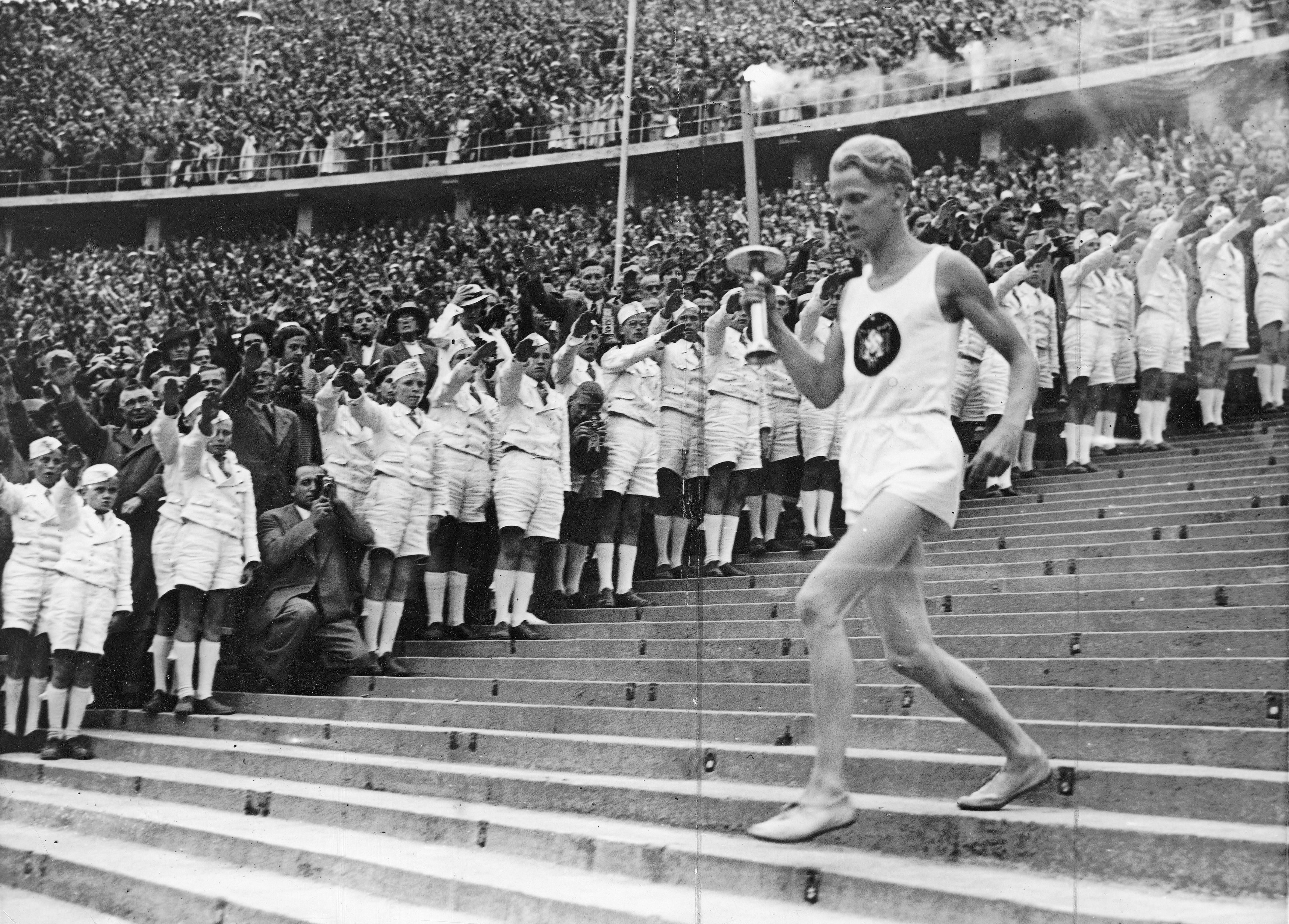
Fritz Schilgen (1906–2005)

- Schilgen, Joseph (1887–1955), deutscher Politiker (Zentrum)
- Schilgen, Lennart (* 1988), deutscher Liedermacher, Singer-Songwriter und Kabarettist
- Schilgen, Philipp Anton (1792–1857), deutscher Maler
- Schilgen, Walter (1900–1991), deutscher Jurist und Richter am Bundesarbeitsgericht
- Schilgen, Wolf von (1917–2015), österreichischer Schriftsteller, Publizist, Journalist und Kolumnist deutscher Herkunft

### Schilh
- Schilhabel, Helmut Josef (1896–1972), deutscher Maler
- Schilhan, Anton (* 1952), deutscher Priester und römisch-katholischer Theologe
- Schilhan, Michael (* 1964), österreichischer Theater-, Opernregisseur und Theaterintendant
- Schilhawsky von Bahnbrück, Sigismund (1881–1957), österreichischer General der Infanterie und 1938 Oberbefehlshaber des Österreichischen Bundesheeres
- Schilhawsky, Paul von (1918–1995), österreichischer Pianist, Dirigent, Hochschullehrer und Rektor der Hochschule Mozarteum

### Schili
- Schilin, Georgi Semjonowitsch (1925–1997), sowjetischer Ruderer
- Schilina, Rosetta Andrejewna (1933–2003), sowjetisch-russische Mathematikerin und Informatikerin
- Schilinskaite, Jana Jurjewna (* 1989), russische Handballspielerin
- Schilinskaite, Wiktorija Jurjewna (* 1989), russische Handballspielerin
- Schilinski, Jakow Grigorjewitsch (1853–1918), russischer General
- Schilinski, Mascha (* 1984), deutsche Filmregisseurin und DrehbuchautorinMascha Schilinski (* 1984)

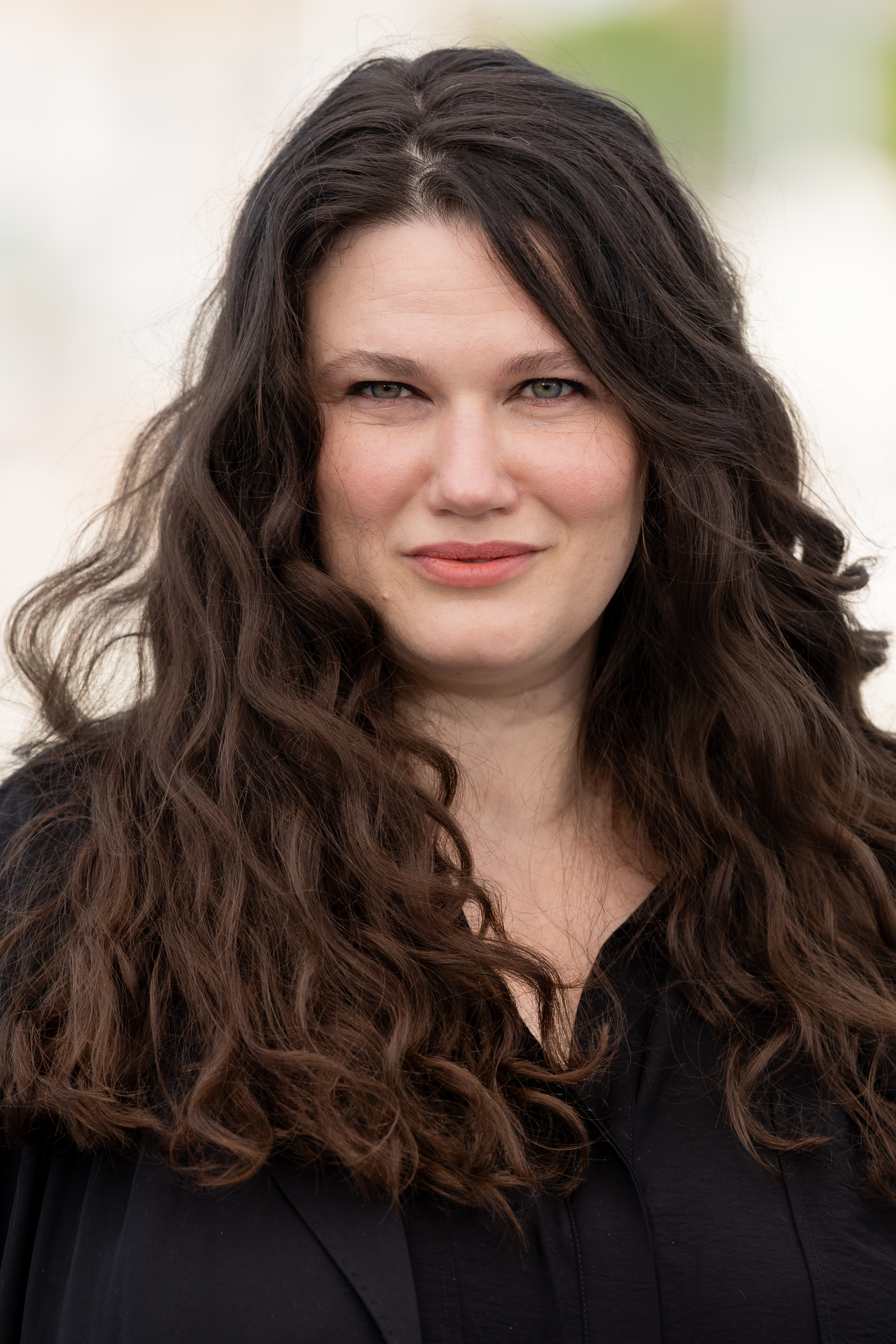
Mascha Schilinski (* 1984)

- Schilinzky, Heinrich (1923–2009), deutsch-baltischer Maler, Grafiker und Bildhauer
- Schilizzi, Helena (1874–1959), griechische Stifterin, Ehefrau von Eleftherios Venizelos

### Schilj
- Schiljajew, Nikolai Sergejewitsch (1881–1938), russischer Komponist
- Schiljajewa, Alla Nikolajewna (* 1969), russische Langstreckenläuferin

### Schilk
- Schilk, Ingrid (* 1959), deutsche Handballspielerin
- Schilk, Nina (* 1989), deutsche Handballspielerin
- Schilk, Tobias (* 1992), deutscher Fußballspieler
- Schilke, Eduard (* 1892), deutscher Politiker (Zentrum, CDU)
- Schilken, Eberhard (* 1945), deutscher Jurist
- Schilkey, Nick (* 1994), US-amerikanischer Eishockeyspieler
- Schilkin, Grigori Michailowitsch (* 2003), russischer Fußballspieler
- Schilkin, Sergei (1915–2007), deutscher Unternehmer russischer Herkunft
- Schilkin, Sergei Fjodorowitsch (1960–2008), russischer Politiker, Bürgermeister der Stadt Toljatti
- Schilking, Heinrich (1815–1895), deutscher Maler
- Schilkloper, Arkadi Fimowitsch (* 1956), russischer Jazzmusiker
- Schilkow, Boris Arsenjewitsch (1927–2015), sowjetischer Eisschnellläufer

### Schill
- Schill, Adolf (1848–1911), deutscher Architekt, Innenarchitekt, Kunstgewerbler, Maler und Hochschullehrer
- Schill, Carl (1862–1944), deutscher Unternehmer und rheinhessischer „Turnvater“
- Schill, Carl Ludwig (1798–1882), deutscher Jurist und Politiker
- Schill, Claudia Beate (1952–2022), deutsche Schriftstellerin und Lyrikerin
- Schill, Emil (1870–1958), Schweizer Maler
- Schill, Ferdinand von (1776–1809), preußischer MajorFerdinand von Schill (1776–1809)

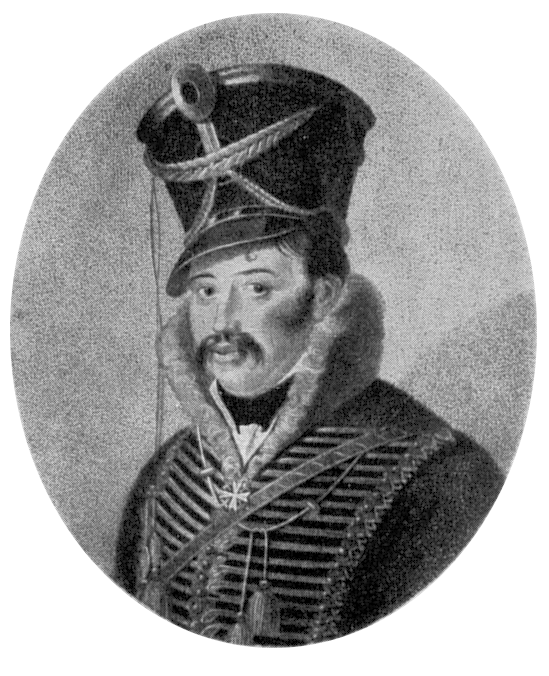
Ferdinand von Schill (1776–1809)

- Schill, Gerhard (1925–2000), deutscher Kommunalpolitiker, Oberbürgermeister der Stadt Dresden (1961–1986)
- Schill, Gottfried (* 1930), deutscher Chemiker
- Schill, Hartmut (1928–2015), deutscher Pathologe
- Schill, Johann-Georg (1908–1988), deutscher Wirtschafts- und Kirchenjurist
- Schill, Joseph Anton Julius (1821–1880), deutscher Philologe und Geologe
- Schill, Karl (* 1908), deutscher Schauspieler
- Schill, Kerstin (* 1958), deutsche Informatikerin und Humanbiologin
- Schill, Kurt (1911–1944), deutscher Kommunist und Widerstandskämpfer
- Schill, Lambert (1888–1976), deutscher Landwirt und Politiker (Zentrum, BCSV, CDU), MdB
- Schill, Lore (1890–1968), deutsche Malerin
- Schill, Otto (1838–1918), deutscher Jurist und Politiker, MdL
- Schill, Rolf (1933–1992), deutscher Komponist und Kapellmeister
- Schill, Ronald (* 1958), deutscher Jurist und Politiker (Partei Rechtsstaatlicher Offensive), MdHB
- Schill, Ruedi (1941–2020), Schweizer Performancekünstler
- Schill, Simon Friedrich (1834–1921), Landwirt, Winzer, Unternehmer, Bürgermeister und Landtagsabgeordneter
- Schill, Stephan (* 1964), deutscher Schauspieler

#### Schilla
- Schillaci, Giuseppe (* 1958), italienischer Geistlicher und römisch-katholischer Bischof von Nicosia
- Schillaci, Orazio (* 1966), italienischer Nuklearmediziner, Hochschullehrer und Politiker
- Schillaci, Salvatore (1964–2024), italienischer FußballspielerSalvatore Schillaci (1964–2024)

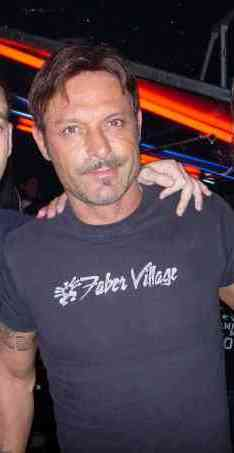
Salvatore Schillaci (1964–2024)

- Schillack, Andreas (1898–1944), deutscher Widerstandskämpfer
- Schillack, Andreas (1907–1944), deutscher Widerstandskämpfer

#### Schille
- Schille, Arthur (1883–1936), deutscher Gewerkschafter und Widerstandskämpfer
- Schille, Gertrud (* 1940), deutsche Architektin
- Schille, Gottfried (1929–2005), deutscher evangelischer Neutestamentler
- Schille, Klaus (* 1982), deutscher Basketballspieler
- Schille, Kurt (1921–2011), deutscher Wirtschaftswissenschaftler
- Schille, Peter (1940–1991), deutscher Journalist
- Schillebeeckx, Edward (1914–2009), belgischer Dominikaner und römisch-katholischer Theologe
- Schillemann, René (1908–1947), französischer Fußballspieler
- Schillen, Ida (* 1956), deutsche Politikerin (Bündnis 90/Die Grünen, Die Linke), MdA
- Schiller Wartenberg, Hannah (1921–2012), US-amerikanische Soziologin
- Schiller, A. Arthur (1902–1977), US-amerikanischer Rechtswissenschaftler
- Schiller, Adrian (1964–2024), britischer SchauspielerAdrian Schiller (1964–2024)

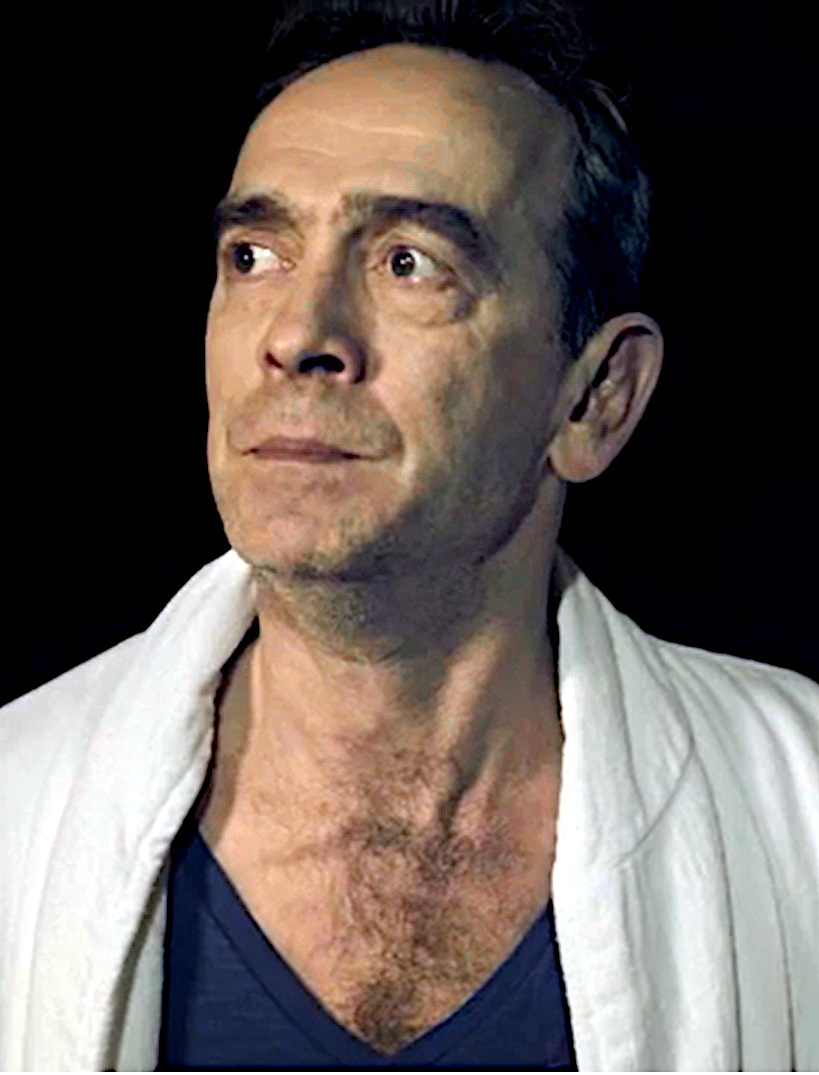
Adrian Schiller (1964–2024)

- Schiller, Alexandra (* 1989), deutsche Schauspielerin, Synchronsprecherin und Komikerin
- Schiller, Alexandra (* 1996), deutsche Schauspielerin
- Schiller, Andreas (* 1963), deutscher bildender Künstler und Utopist
- Schiller, Anton (1923–2019), österreichischer Volleyballspieler und -trainer
- Schiller, Barbara, österreichische Autorin
- Schiller, Barbi, deutsche Sängerin und Synchronsprecherin
- Schiller, Bernd (* 1968), deutscher Filmproduzent
- Schiller, Carl (1807–1874), deutscher Historiker, Kunsthistoriker und Privatgelehrter
- Schiller, Charlotte von (1766–1826), Ehefrau von Friedrich SchillerCharlotte von Schiller (1766–1826)

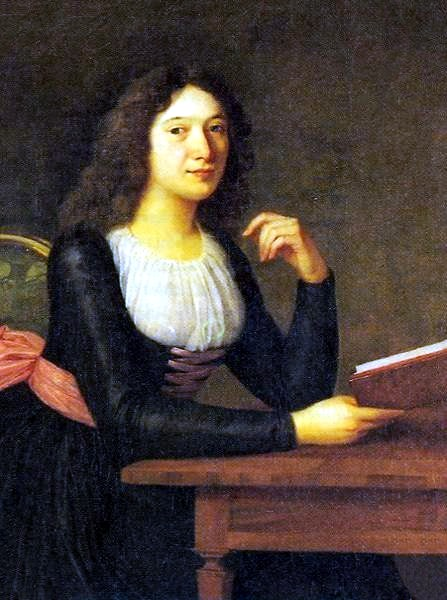
Charlotte von Schiller (1766–1826)

- Schiller, Christian (* 1974), deutscher Autor und Regisseur (Film, Fernsehen, Radio)
- Schiller, Christoph (1927–1994), deutscher Theologe, Pädagoge und Politiker (SPD), MdB
- Schiller, Christoph Markus (* 1963), deutscher Improvisationsmusiker
- Schiller, David (* 1952), deutscher Journalist und Sachbuchautor
- Schiller, Dieter (* 1933), deutscher Literaturwissenschafter und Germanist
- Schiller, Dieter (* 1950), deutscher Fußballspieler
- Schiller, Dietmar, deutscher Ruderer
- Schiller, Edith (1934–2020), deutsche Leichtathletin
- Schiller, Elisabetha Dorothea (1732–1802), Mutter von Friedrich Schiller
- Schiller, Elsa Maria (1897–1974), österreichische Pianistin, Rundfunkmitarbeiterin und Schallplattenproduzentin
- Schiller, Emil (1865–1945), deutscher Pfarrer und Missionar in Japan
- Schiller, Erich (* 1943), deutscher Fußballspieler
- Schiller, Erika, deutsche Rodlerin
- Schiller, Ernst von (1796–1841), deutscher Landgerichtsrat; Sohn von Friedrich Schiller und Charlotte von Schiller
- Schiller, Etta (* 1933), deutsche Juristin und Verwaltungsbeamtin
- Schiller, F. C. S. (1864–1937), britischer Philosoph deutscher Herkunft und ein bedeutender Vertreter des Pragmatismus
- Schiller, Fabian (* 1997), deutscher Automobilrennfahrer
- Schiller, Felix (* 1989), deutscher Fußballspieler
- Schiller, Felix von (1805–1853), deutscher Landschaftsmaler
- Schiller, Franz Bernhard (1815–1857), deutscher Bildhauer
- Schiller, Franz Ferdinand (1773–1861), österreichischer Montanbeamter
- Schiller, Franz Petrowitsch (1898–1955), sowjetischer Literaturwissenschaftler
- Schiller, Fred (1904–2003), österreichischer Drehbuchautor
- Schiller, Friedrich (1759–1805), deutscher Dichter, Dramatiker und HistorikerFriedrich Schiller (1759–1805)

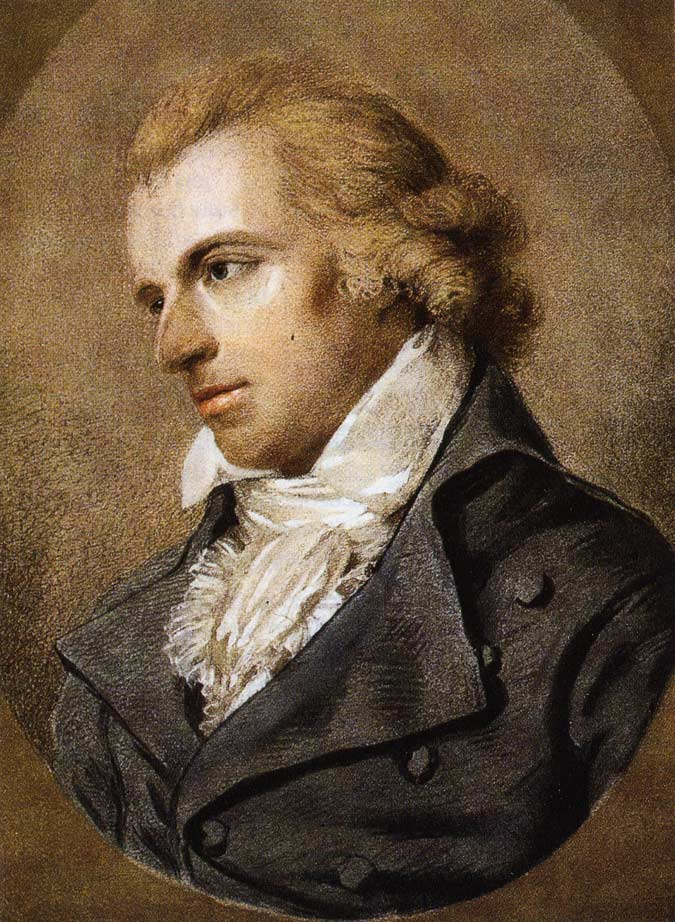
Friedrich Schiller (1759–1805)

- Schiller, Friedrich (1895–1990), deutscher Jurist und Ministerialbeamter
- Schiller, Fritz (1912–1992), deutscher Politiker (SED) und Widerstandskämpfer gegen das NS-Regime
- Schiller, Gejza (1894–1928), ungarischer Maler, Grafiker und Illustrator
- Schiller, George (1900–1946), US-amerikanischer Sprinter
- Schiller, Gerhard (* 1949), deutscher Schwimmer
- Schiller, Gertrud (1905–1994), deutsche Schriftstellerin, Krankenpflegerin, Sozialpädagogin, Religionslehrerin und Forscherin
- Schiller, Glenn (* 1960), schwedischer Fußballspieler
- Schiller, Greta (* 1954), US-amerikanische Filmregisseurin
- Schiller, Gustav (1900–1945), deutscher Politiker (DNVP), MdR
- Schiller, Hannah (* 2000), deutsche Schauspielerin
- Schiller, Hans (1902–1991), deutscher Gartentechniker und Gartenarchitekt, Stadtgartendirektor in Fürth
- Schiller, Hans (1905–1962), deutscher Politiker (KPD)
- Schiller, Hans von (1891–1976), deutscher Marine- und Luftwaffenoffizier, LuftschifferHans von Schiller (1891–1976)

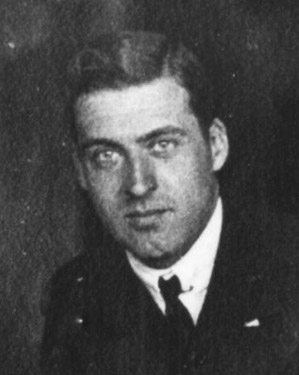
Hans von Schiller (1891–1976)

- Schiller, Hans-Ernst (* 1952), deutscher Philosoph
- Schiller, Heinrich (1924–2016), deutscher Sozialarbeiter und Hochschulpräsident
- Schiller, Heinz (1930–2007), Schweizer Automobilrennfahrer
- Schiller, Helmut (* 1938), deutscher Autor der hauptsächlich Romane schreibt, aber auch Dokumentationen verfasste
- Schiller, Herbert (1892–1978), deutscher Archivar und Lektor
- Schiller, Hermann (1839–1902), deutscher Pädagoge
- Schiller, Holda (1923–2015), deutsche Schriftstellerin und Übersetzerin
- Schiller, Horst (* 1926), deutscher Fußballspieler
- Schiller, Ines (* 1983), österreichische Schauspielerin
- Schiller, Ines (* 1986), deutsche Sozialunternehmerin, Filmproduzentin, Drehbuchautorin, Philosophin und Neurowissenschaftlerin
- Schiller, Jeannine (* 1944), österreichisches Fotomodell
- Schiller, Jochen (* 1967), deutscher Informatiker
- Schiller, Johann (1812–1886), deutscher evangelischer Pfarrer, Theologe und Schriftsteller
- Schiller, Johann Friedrich Carl von (1773–1837), Offizier und Politiker der Freien Stadt Frankfurt
- Schiller, Johann III. († 1611), österreichischer Zisterzienser
- Schiller, Johann Kaspar (1723–1796), deutscher Offizier und Hofgärtner des Herzogs von WürttembergJohann Kaspar Schiller (1723–1796)

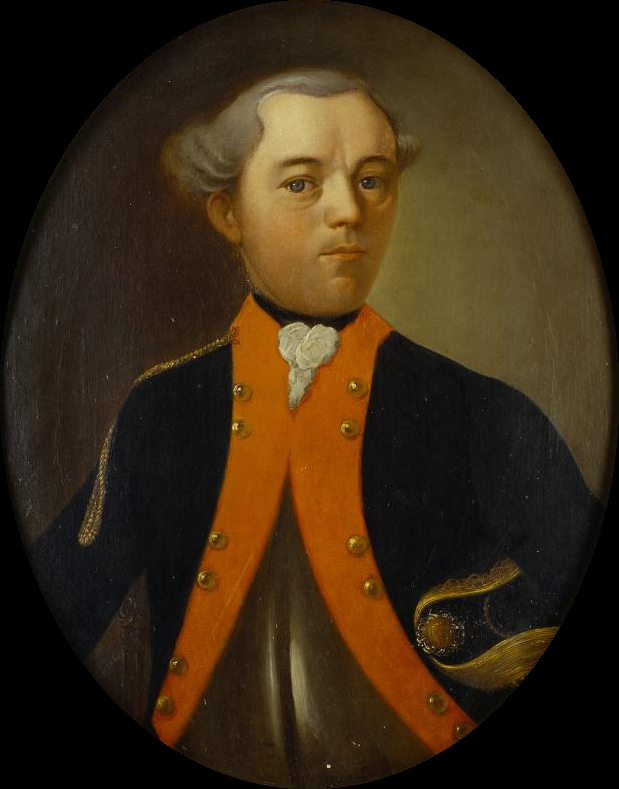
Johann Kaspar Schiller (1723–1796)

- Schiller, Johann Laurenz von († 1745), deutscher Adliger und Politiker
- Schiller, Johann Michael (1763–1825), deutscher Apotheker, Chemiker und Lehrer
- Schiller, Johannes (1854–1927), deutscher Klavierbauer
- Schiller, John T. (* 1953), US-amerikanischer Mikrobiologe und Molekularbiologe
- Schiller, Josef (1846–1897), österreichischer Schriftsteller
- Schiller, Josef (1873–1929), österreichisch-tschechoslowakischer Gewerkschafter und Politiker
- Schiller, Julius (1581–1627), deutscher Astronom, Augustinermönch
- Schiller, Jürgen (* 1946), deutscher Schwimmer
- Schiller, Jutta (* 1962), deutsche Politikerin (CDU), MdL
- Schiller, Karl (1882–1979), deutscher Astronom
- Schiller, Karl (1911–1994), deutscher Politiker (SPD), MdHB, MdB, BundesministerKarl Schiller (1911–1994)

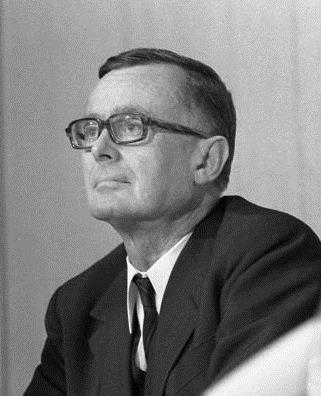
Karl Schiller (1911–1994)

- Schiller, Karl von (1793–1857), württembergischer Forstmeister
- Schiller, Katharina (* 1984), deutsche Schwimmerin
- Schiller, Lawrence (* 1936), US-amerikanischer Autor
- Schiller, Leon (1887–1954), polnischer Theaterregisseur und Theatertheoretiker
- Schiller, Lothar, deutscher Radrennfahrer
- Schiller, Ludwig (1882–1961), deutscher Physiker, Hochschullehrer an der Universität Leipzig
- Schiller, Ludwig Rudolf (1710–1779), evangelischer Theologe
- Schiller, Malte (* 1982), deutscher Jazzmusiker
- Schiller, Manfred (* 1961), deutscher Politiker (AfD), MdB
- Schiller, Marcel (* 1991), deutscher HandballspielerMarcel Schiller (* 1991)

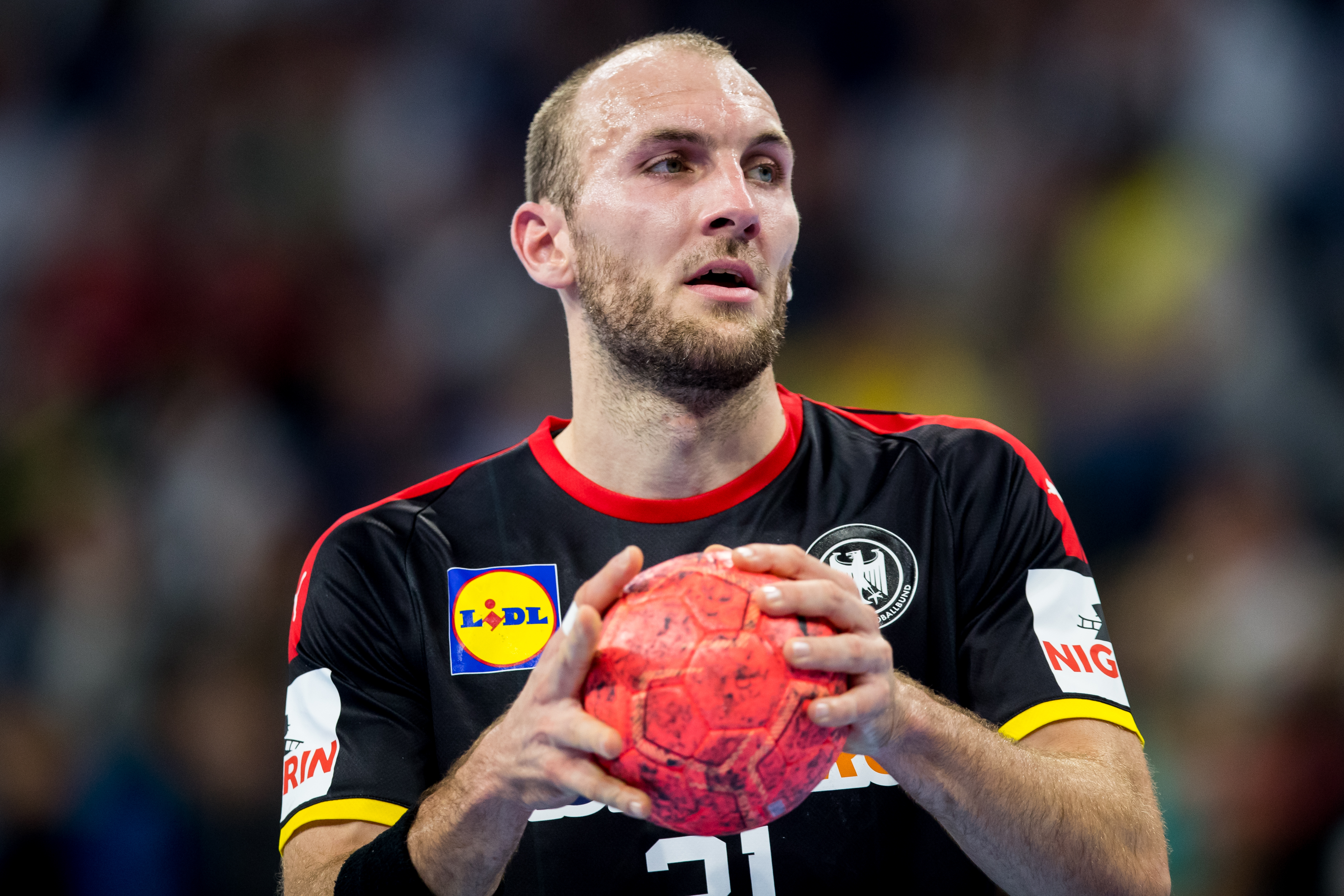
Marcel Schiller (* 1991)

- Schiller, Maren (* 1967), deutsche Basketballspielerin
- Schiller, Margarete (1887–1968), deutsche Schriftstellerin
- Schiller, Margrit (* 1948), deutsche Terroristin der RAF
- Schiller, Martin (* 1916), deutscher Fußballspieler
- Schiller, Martin (* 1982), österreichischer Basketballtrainer
- Schiller, Michael (* 1959), deutscher Chemiker
- Schiller, Michael (* 1963), deutscher Schauspieler
- Schiller, Norbert (1899–1988), österreichisch-amerikanischer Theater- und Filmschauspieler sowie Regisseur
- Schiller, Norbert (* 1984), deutscher Biathlet
- Schiller, Otto (1901–1970), deutscher Agrarwissenschaftler
- Schiller, Paul (1928–2023), österreichischer Fußballschiedsrichter
- Schiller, Peter (1957–2020), deutscher Eishockeyspieler
- Schiller, Peter W. (* 1942), schweizerisch-kanadischer Biochemiker
- Schiller, Phil (* 1960), US-amerikanischer Manager und Apple Fellow der Firma ApplePhil Schiller (* 1960)

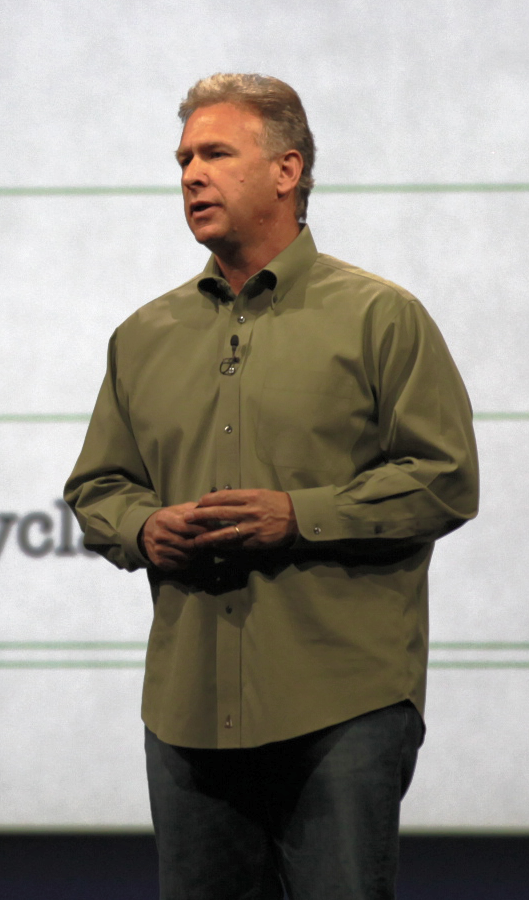
Phil Schiller (* 1960)

- Schiller, Richard (1874–1941), deutscher Politiker (SPD), MdR
- Schiller, Siegfried (1933–2021), deutscher Physiker
- Schiller, Sophia (* 1995), österreichische Schauspielerin
- Schiller, Stephan (* 1963), deutscher Physiker
- Schiller, Stephanie (* 1986), deutsche Rudersportlerin
- Schiller, Theo (* 1942), deutscher Politiker (FDP, LD) und Politikwissenschaftler
- Schiller, Thomas (* 1963), deutscher Journalist
- Schiller, Walter (1887–1960), österreichischer Mediziner
- Schiller, Walter (1920–2008), deutscher Grafikdesigner und Typograf
- Schiller, Walther (1879–1944), deutscher Geologe
- Schiller, Wendy J (* 1964), US-amerikanische Politikwissenschaftlerin
- Schiller, Willy (1899–1973), deutscher Szenenbildner
- Schiller-Szinessy, Solomon Marcus (1820–1890), ungarisch-britischer Rabbiner, Hochschullehrer
- Schiller-Tobies, Silke (* 1972), deutsche politische Beamtin (Bündnis 90/Die Grünen)
- Schillerová, Alena (* 1964), tschechische Juristin und Politikerin
- Schillerwein, István (1933–2009), ungarischer Radrennfahrer
- Schillerwein, Katharina (* 1987), deutsche Volleyball- und Beachvolleyballspielerin
- Schilles, Maurice (1888–1957), französischer Bahnradrennfahrer und Olympiasieger

#### Schillg
- Schillgard, Louise (* 1989), schwedische Fußballspielerin

#### Schillh
- Schillhabel, Stefan (* 1987), deutscher Pokerspieler
- Schillhaneck, Anja (* 1973), deutsche Politikerin (Bündnis 90/Die Grünen), MdA
- Schillhuber, Franz (* 1950), österreichischer Landwirt und Politiker (ÖVP), Landtagsabgeordneter

#### Schilli
- Schilli, Hermann (1896–1981), deutscher Heimat- und Bauernhausforscher
- Schilli, Rolf (* 1966), deutscher Skispringer
- Schilli, Stefan (* 1970), deutscher Oboist und Hochschullehrer
- Schillig, Dietmar (1935–2021), deutscher Geograf und Hochschulrektor
- Schillig, Erna (1900–1993), Schweizer Malerin
- Schillig, Willi (1927–2013), deutscher Unternehmer
- Schilliger, Alois (1924–2004), Schweizer Komponist, Kapellmeister und Klavierspieler
- Schilliger, Peter (* 1959), Schweizer Politiker (FDP)
- Schilling von Cannstatt, Eitel Friedrich (1904–1997), deutscher Verleger, Gründer und erster Lizenzträger des Mannheimer Morgen
- Schilling von Cannstatt, Georg († 1554), deutscher Ordensritter (Malteserorden), Heerführer und Reichsfürst
- Schilling von Cannstatt, Heinz (1918–2007), deutscher Unternehmer
- Schilling von Cannstatt, Paul Ludwig (1786–1837), Orientalist, Druckpionier und Pionier der Telegrafie
- Schilling von Cannstatt, Ulrich (1485–1552), deutscher Erbschenk, Burgvogt zu Tübingen und Doctor juris
- Schilling von Canstatt, Wilhelm (1841–1910), preußischer Generalleutnant
- Schilling, Adam (1566–1637), kursächsischer Maler
- Schilling, Albert (1904–1987), Schweizer Bildhauer
- Schilling, Alexander (* 1969), deutscher Theaterregisseur
- Schilling, Alfons (1934–2013), Schweizer Künstler
- Schilling, Andreas (* 1957), deutscher Komponist, Filmkomponist und Kontrabassist
- Schilling, Andreas (* 1963), deutscher ehemaliger Handballspieler und Verlagsleiter
- Schilling, Andreas (* 1991), dänischer Duathlet
- Schilling, Anna (* 1981), deutsche Journalistin
- Schilling, Annika (* 1984), deutsche Schauspielerin und Sprecherin
- Schilling, Bernhard (1890–1945), deutscher Mathematiker
- Schilling, Bernhard (1914–1992), deutscher Ordensgeistlicher, Apostolischer Vikar von Goroka
- Schilling, Bertram (1971–2023), deutscher Kunstmaler
- Schilling, Birgit (* 1966), deutsche Badmintonspielerin
- Schilling, Bobby (1964–2021), amerikanischer Politiker der Republikanischen Partei
- Schilling, Bruno (1798–1871), deutscher Rechtswissenschaftler und Hochschullehrer
- Schilling, Burkhardt (1888–1957), deutscher Pädagoge
- Schilling, Cameron (* 1988), US-amerikanischer Eishockeyspieler
- Schilling, Carl (1857–1932), deutscher Pädagoge und Nautiker
- Schilling, Carl Philipp (1855–1924), deutscher Kirchenmaler des Historismus
- Schilling, Christian (1879–1955), deutscher Fußballspieler
- Schilling, Christian (* 1981), österreichischer Fußballspieler
- Schilling, Christian (* 1992), österreichischer Fußballspieler
- Schilling, Christoph († 1583), schlesischer Humanist, reformierter Pädagoge und Mediziner
- Schilling, Claudia (* 1968), deutsche Juristin und Politikerin (SPD)
- Schilling, Claus (1871–1946), deutscher Tropenmediziner und im KZ Dachau tätigClaus Schilling (1871–1946)

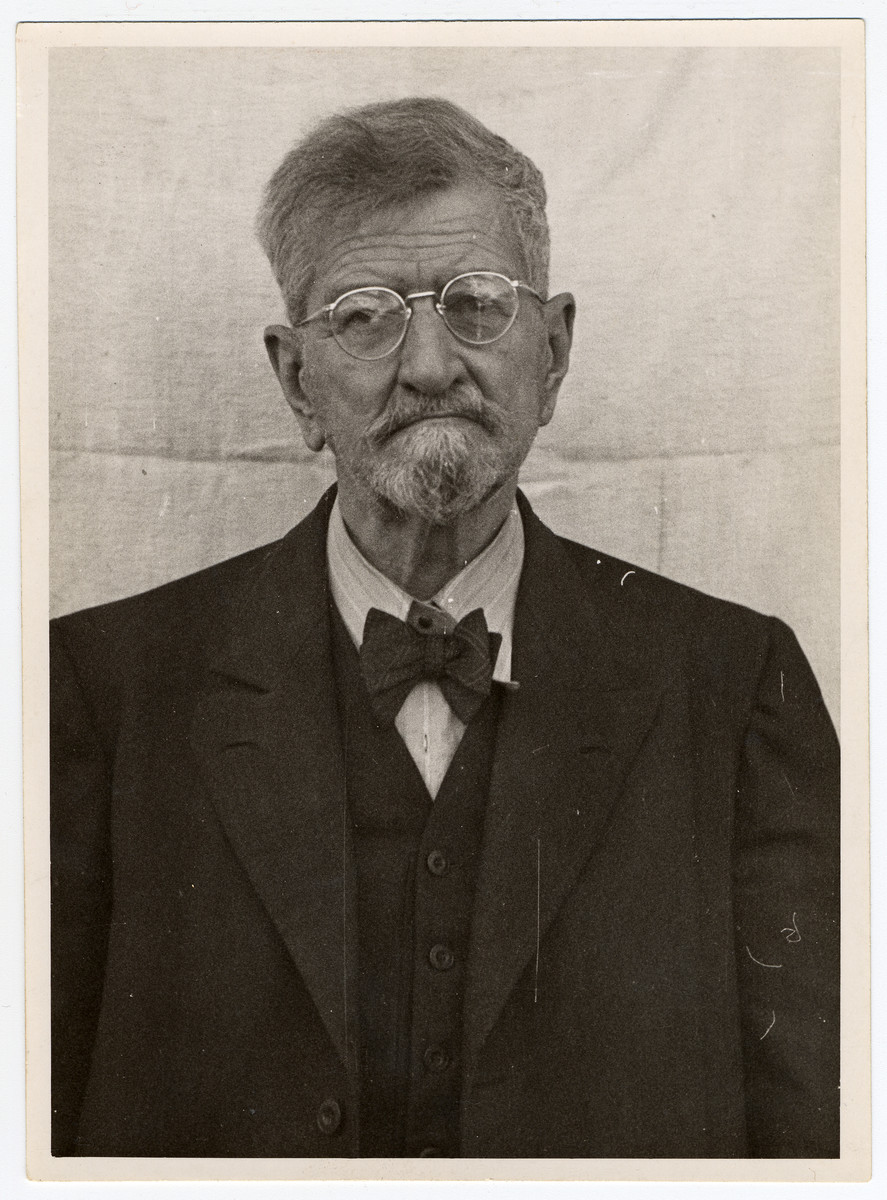
Claus Schilling (1871–1946)

- Schilling, Clotilde (1858–1934), deutsche Bildhauerin und Malerin
- Schilling, Curt (* 1966), US-amerikanischer Baseballspieler
- Schilling, Diebold der Ältere († 1485), Geschichtsschreiber und Verfasser der Berner Chronik
- Schilling, Diebold der Jüngere, Schweizer Chronist
- Schilling, Diemut (* 1965), deutsche Bildhauerin und Hochschullehrerin
- Schilling, Dieter (1799–1863), Landtagsabgeordneter Großherzogtum Hessen
- Schilling, Dieter (* 1963), deutscher Mediziner
- Schilling, Dorotheus (1896–1950), deutscher Franziskaner und Japanologe
- Schilling, Elisabeth (* 1960), deutsche Politikerin (SPD), MdHB
- Schilling, Elise (1832–1907), deutsche Schriftstellerin
- Schilling, Elke (* 1944), deutsche Politikerin (Bündnis 90/Die Grünen), Staatssekretärin
- Schilling, Erich (1882–1962), deutscher Gewerkschaftsfunktionär und Widerstandskämpfer
- Schilling, Erich (1885–1945), deutscher Künstler
- Schilling, Erik (* 1984), deutscher Literatur- und Kulturwissenschaftler
- Schilling, Erna (1884–1945), Lebensgefährtin und Muse von Ernst Ludwig Kirchner und dessen NachlassverwalterinErna Schilling (1884–1945)

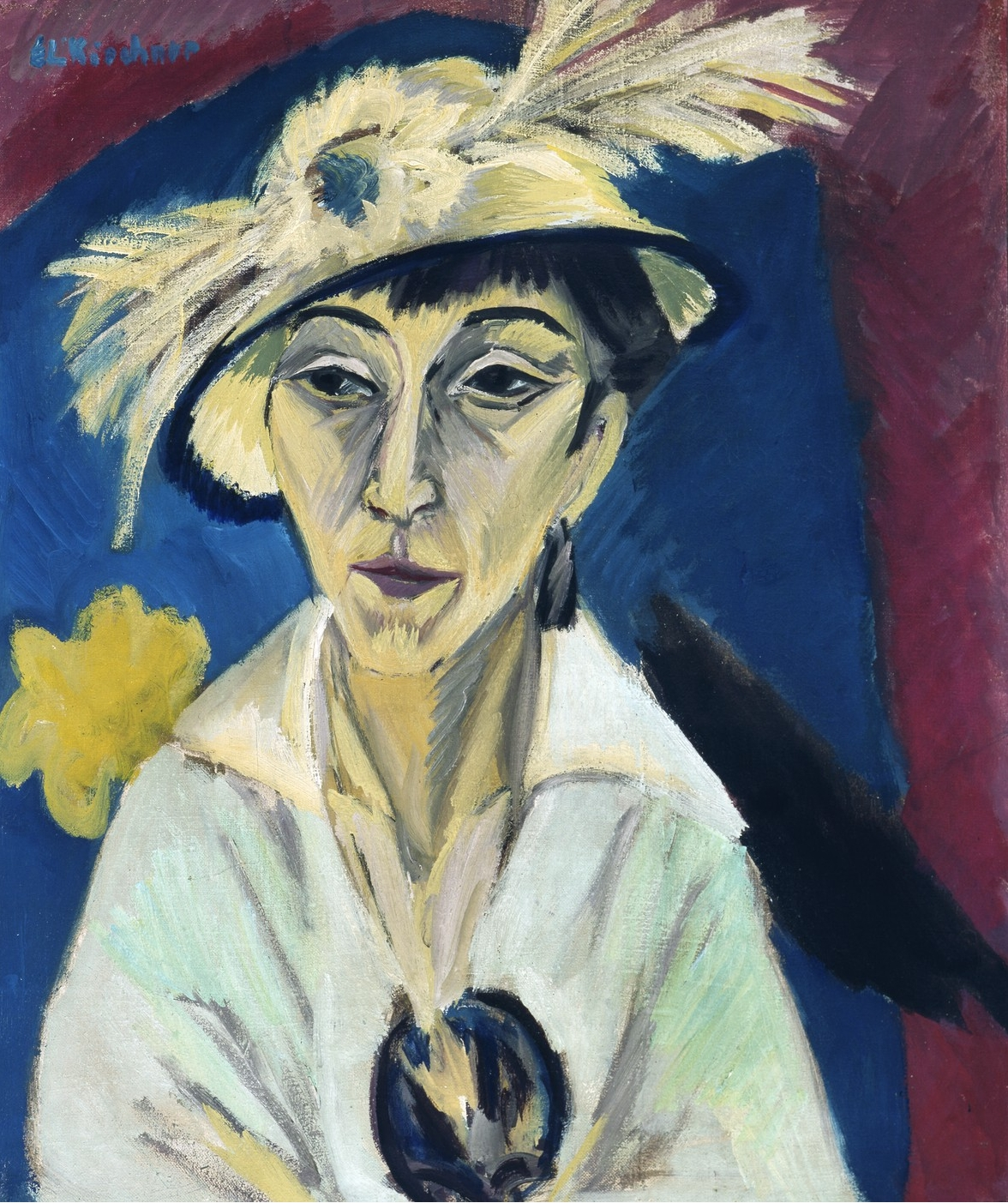
Erna Schilling (1884–1945)

- Schilling, Ernst (1809–1872), österreichischer Arzt und Politiker, Abgeordneter der Frankfurter Nationalversammlung (1848–1849)
- Schilling, Ernst (1889–1963), deutscher Botaniker und Züchtungsforscher
- Schilling, Ernst (1901–1954), deutscher KPD-Funktionär
- Schilling, Eugen (1861–1941), deutscher Chemiker
- Schilling, Franz (1902–1981), deutscher Politiker (CDU)
- Schilling, Franz (1910–1990), österreichischer Fußballspieler
- Schilling, Friedrich (1868–1950), deutscher Mathematiker und Hochschullehrer
- Schilling, Friedrich Adolph (1792–1865), deutscher Rechtswissenschaftler
- Schilling, Friedrich Gustav (1766–1839), deutscher Dichter und Belletrist
- Schilling, Friedrich von (1584–1637), deutscher Gelehrter
- Schilling, Friedrich Wilhelm (1914–1971), deutscher Glockengießer, Glockenfachmann und Kurator
- Schilling, Fritz (1896–1970), deutscher Politiker (SPD), MdL
- Schilling, Fritz (* 1951), deutscher Koch
- Schilling, Gavin (* 1995), deutsch-US-amerikanischer BasketballspielerGavin Schilling (* 1995)

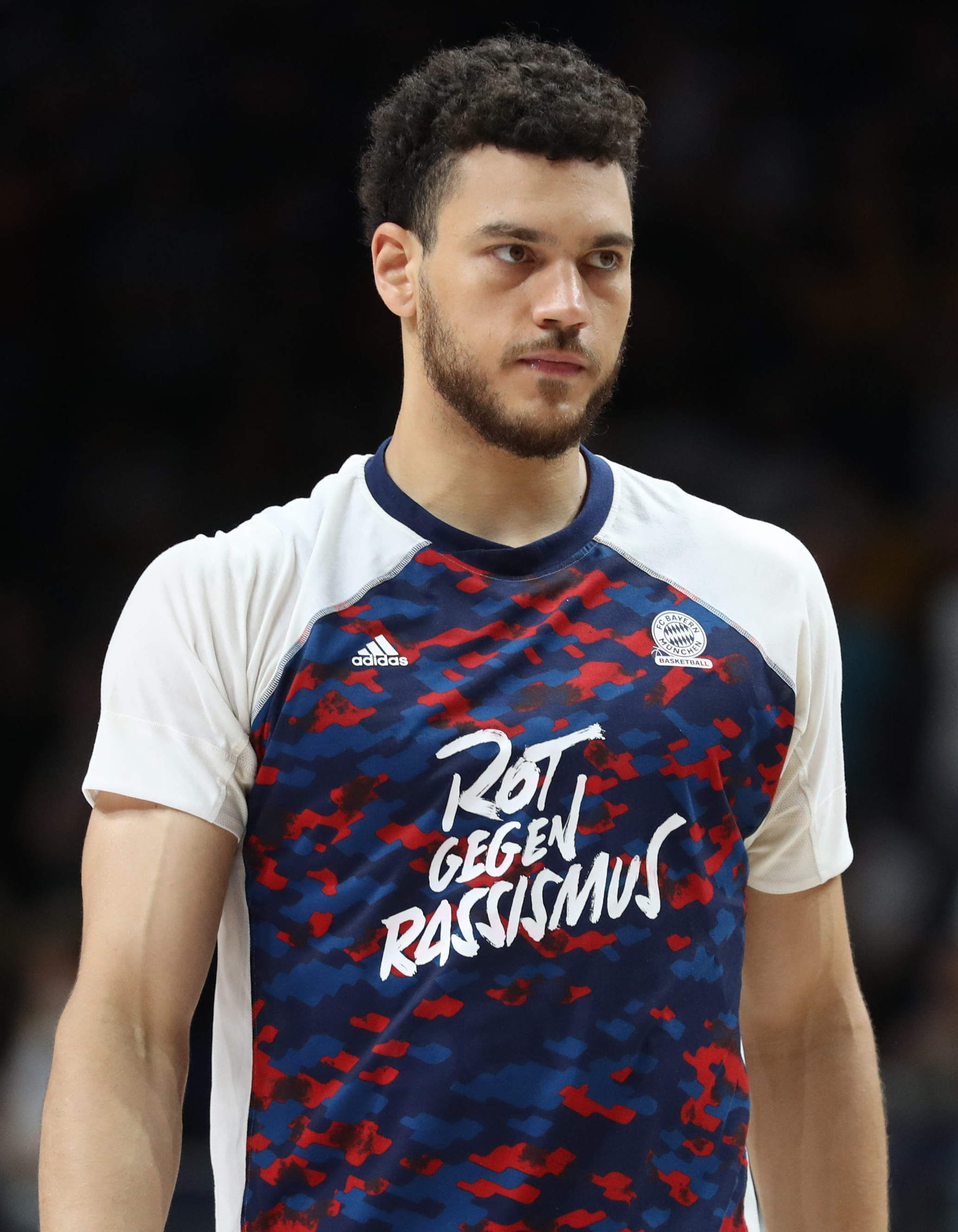
Gavin Schilling (* 1995)

- Schilling, Georg (1886–1952), deutscher Politiker (Zentrum), Taubstummenlehrer
- Schilling, Georg (* 1936), deutscher Rechtswissenschaftler
- Schilling, Gert (* 1945), deutscher Politiker (SPD)
- Schilling, Gertrud (* 1949), hessische Politikerin (Die Grünen), MdL, MdB
- Schilling, Guido (1939–2024), Schweizer Sportpsychologe und Sportwissenschaftler
- Schilling, Guido (* 1959), Schweizer Betriebsökonom
- Schilling, Günther (1930–2018), deutscher Agrikulturchemiker auf dem Gebiet der Physiologie und Ernährung der Kulturpflanzen
- Schilling, Gus (1908–1957), US-amerikanischer Schauspieler
- Schilling, Gustav (1805–1880), deutscher Musikschriftsteller und Lexikograph
- Schilling, Gustav (1815–1872), deutscher Philosoph
- Schilling, Guus (1876–1951), niederländischer Bahnradsportler
- Schilling, Hans (1921–2009), deutscher Architekt
- Schilling, Hans (1927–2000), deutscher katholischer Religionspädagoge, Pastoraltheologe, und Hochschullehrer
- Schilling, Hans-Albrecht (1929–2021), deutscher Künstler, Farbgestalter und Designer
- Schilling, Hans-Joachim (* 1927), deutscher Jurist
- Schilling, Hans-Ludwig (1927–2012), deutscher Komponist
- Schilling, Heinar (1894–1955), deutscher Dichter und Schriftsteller
- Schilling, Heinz (1929–2018), deutscher Physiker
- Schilling, Heinz (* 1942), deutscher Historiker
- Schilling, Heinz (* 1942), deutscher Kulturanthropologe und Hochschullehrer
- Schilling, Helmut (1906–1984), Schweizer Schriftsteller
- Schilling, Henk (1928–2005), niederländischer Künstler
- Schilling, Herbert (1930–2004), deutscher Boxer
- Schilling, Hermann (1551–1621), deutscher Jurist und Bürgermeister von Rostock
- Schilling, Hermann (1871–1926), deutscher Schriftsteller
- Schilling, Hermann (1893–1961), deutscher Bankier
- Schilling, Jacob von (1790–1860), russischer Generalleutnant und Ritter des Ordens Pour le Mérite
- Schilling, Jakob (* 1931), Schweizer Architekt
- Schilling, Jerry (* 1942), US-amerikanischer Talentmanager und Filmproduzent
- Schilling, Johann Friedrich (1765–1859), Hofmaurermeister
- Schilling, Johann Jakob (1702–1779), deutscher Physiker, Naturforscher und Philosoph
- Schilling, Johannes (1828–1910), deutscher BildhauerJohannes Schilling (1828–1910)

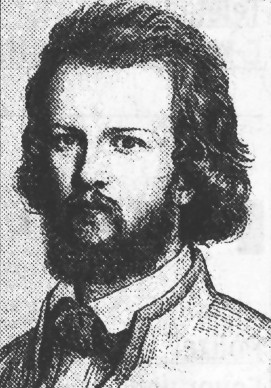
Johannes Schilling (1828–1910)

- Schilling, Johannes (* 1951), deutscher evangelischer Theologe und Kirchenhistoriker
- Schilling, Jörg (1955–2021), deutscher Softwareentwickler
- Schilling, Josef (1892–1957), deutscher Bauhandwerker, Gewerkschafter und Senator (Bayern)
- Schilling, Joseph (* 1862), deutscher Lokalpolitiker
- Schilling, Joseph Ignaz (1702–1773), deutscher Maler und Theatermaler
- Schilling, Jost, Bildschnitzer und Formschneider
- Schilling, Jürgen (* 1949), deutscher Kunsthistoriker und Ausstellungskurator
- Schilling, Jürgen von (1909–2008), deutsch-baltischer Arzt, Ehrenbürger von Langeoog
- Schilling, Karl (1858–1931), preußischer Verwaltungsjurist, Landrat sowie Regierungspräsident
- Schilling, Karl (1865–1905), evangelisch-lutherischer Geistlicher, deutsch-baltischer Märtyrer
- Schilling, Karl (1889–1973), deutscher Politiker (NSDAP), MdR
- Schilling, Karl (1890–1963), deutscher Politiker (SPD)
- Schilling, Karl Maria (1835–1907), norwegischer Maler und Ordenspriester der Barnabiten
- Schilling, Klaus (* 1956), deutscher Informatiker
- Schilling, Klaus von (* 1941), deutscher Germanist
- Schilling, Kurt (1899–1977), deutscher Philosoph und Hochschullehrer
- Schilling, Lena (* 2001), österreichische Klimaaktivistin und AutorinLena Schilling (* 2001)

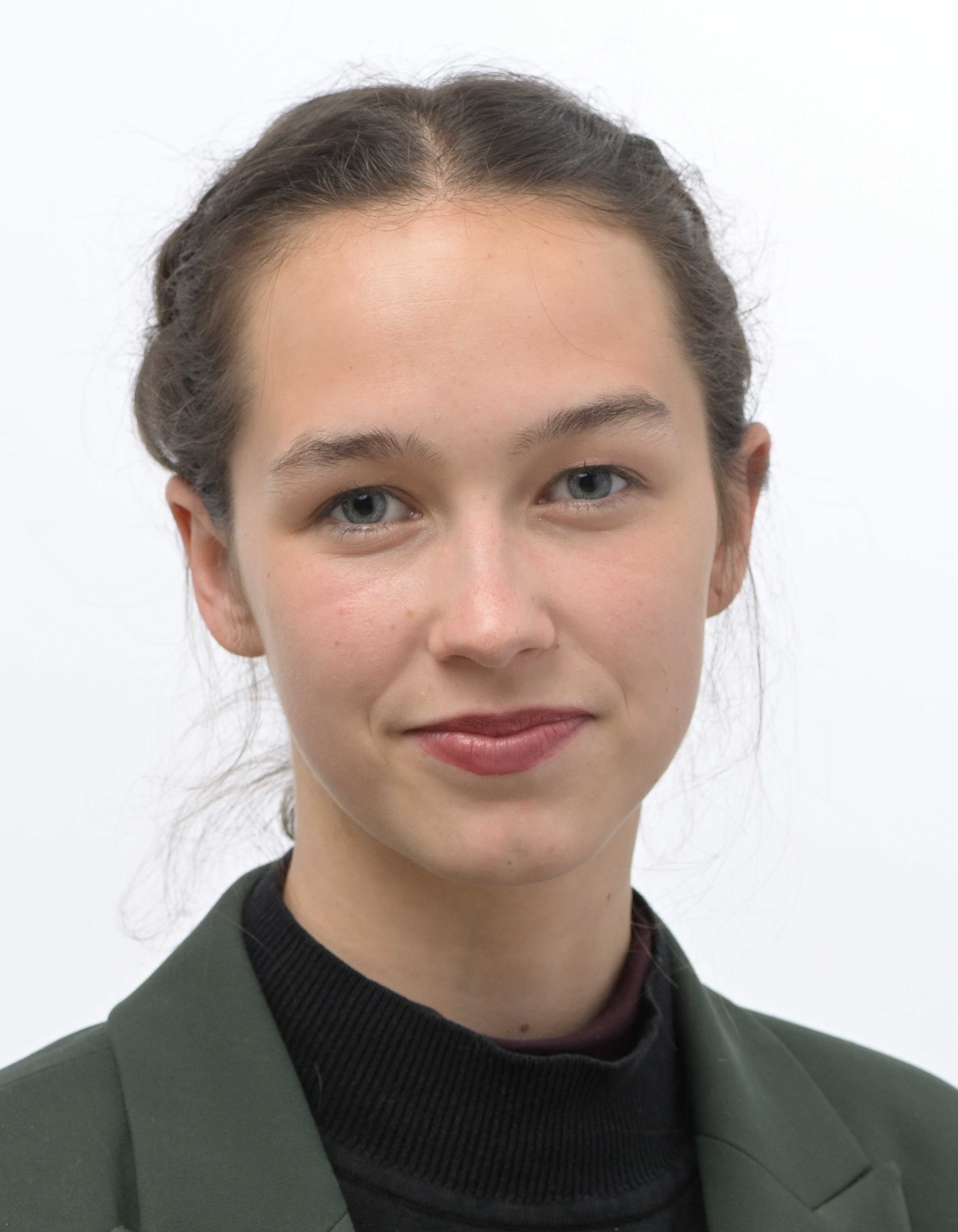
Lena Schilling (* 2001)

- Schilling, Lothar (1834–1879), deutscher Richter am Reichsoberhandelsgerichtsrat
- Schilling, Lothar (* 1960), deutscher Neuzeithistoriker
- Schilling, Margarete (* 1932), deutsche Autorin und Expertin für Glocken und Carillons
- Schilling, Marianne Christina (1928–2012), deutsche Schauspielerin
- Schilling, Michael (* 1949), deutscher Germanist und Hochschullehrer
- Schilling, Michael (* 1970), deutscher Zeitungsreporter und -redakteur
- Schilling, Minna (1877–1943), deutsche Politikerin (SPD), MdR
- Schilling, Nicole (* 1974), deutsche Sanitätsoffizierin
- Schilling, Niklaus (1944–2016), Schweizer Filmregisseur, Kameramann, Filmeditor und Drehbuchautor
- Schilling, Nikolaus (1923–2021), deutscher Schauspieler
- Schilling, Nikolaus Heinrich (1826–1894), deutscher Gastechniker
- Schilling, Olaf von (1943–2018), deutscher Schwimmer
- Schilling, Otto (1874–1956), deutscher katholischer Theologe
- Schilling, Otto Franz Georg (1911–1973), deutsch-US-amerikanischer Mathematiker
- Schilling, Peter (1923–2009), deutscher Wehrmachtsdeserteur, späterer Dolmetscher und Autobiograf
- Schilling, Peter (* 1956), deutscher Singer-Songwriter, Buchautor und MusikproduzentPeter Schilling (* 1956)

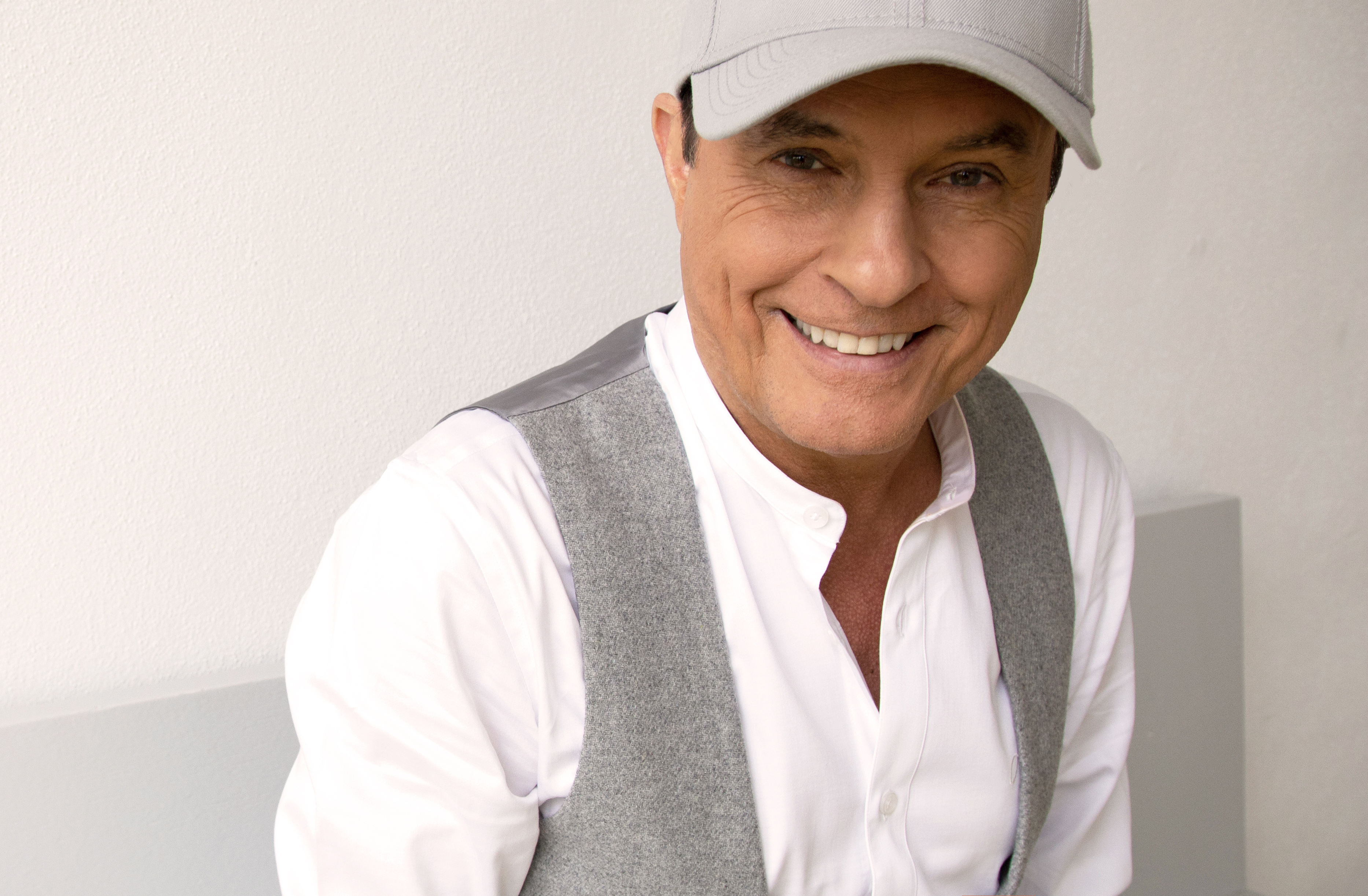
Peter Schilling (* 1956)

- Schilling, Peter Samuel (1773–1852), deutscher Entomologe
- Schilling, Rainer von (1935–2007), deutscher Verleger
- Schilling, Regina (* 1962), deutsche Dokumentarfilmerin und Kinderbuchautorin
- Schilling, Reiner (1943–2013), deutscher Ringer
- Schilling, Roger (1961–2023), deutscher Jurist, Richter am Bundesgerichtshof
- Schilling, Rolf (* 1950), deutscher Dichter
- Schilling, Rosy (1888–1971), deutsche Kunsthistorikerin
- Schilling, Rudolf (1859–1933), deutscher Architekt
- Schilling, Stefan (* 1959), deutscher Bildhauer
- Schilling, Stefan (* 1974), deutscher Jurist und Richter am Einheitlichen Patentgericht
- Schilling, Stephan (* 1982), deutscher Politiker (Grüne), Sprecher der Jugendorganisation von Bündnis 90/Die Grünen
- Schilling, Taylor (* 1984), US-amerikanische Schauspielerin
- Schilling, Theodor (1824–1871), deutscher Verwaltungsbeamter und Parlamentarier
- Schilling, Thorsten (* 1960), deutscher Journalist
- Schilling, Tom (* 1928), deutscher Choreograf
- Schilling, Tom (* 1982), deutscher SchauspielerTom Schilling (* 1982)

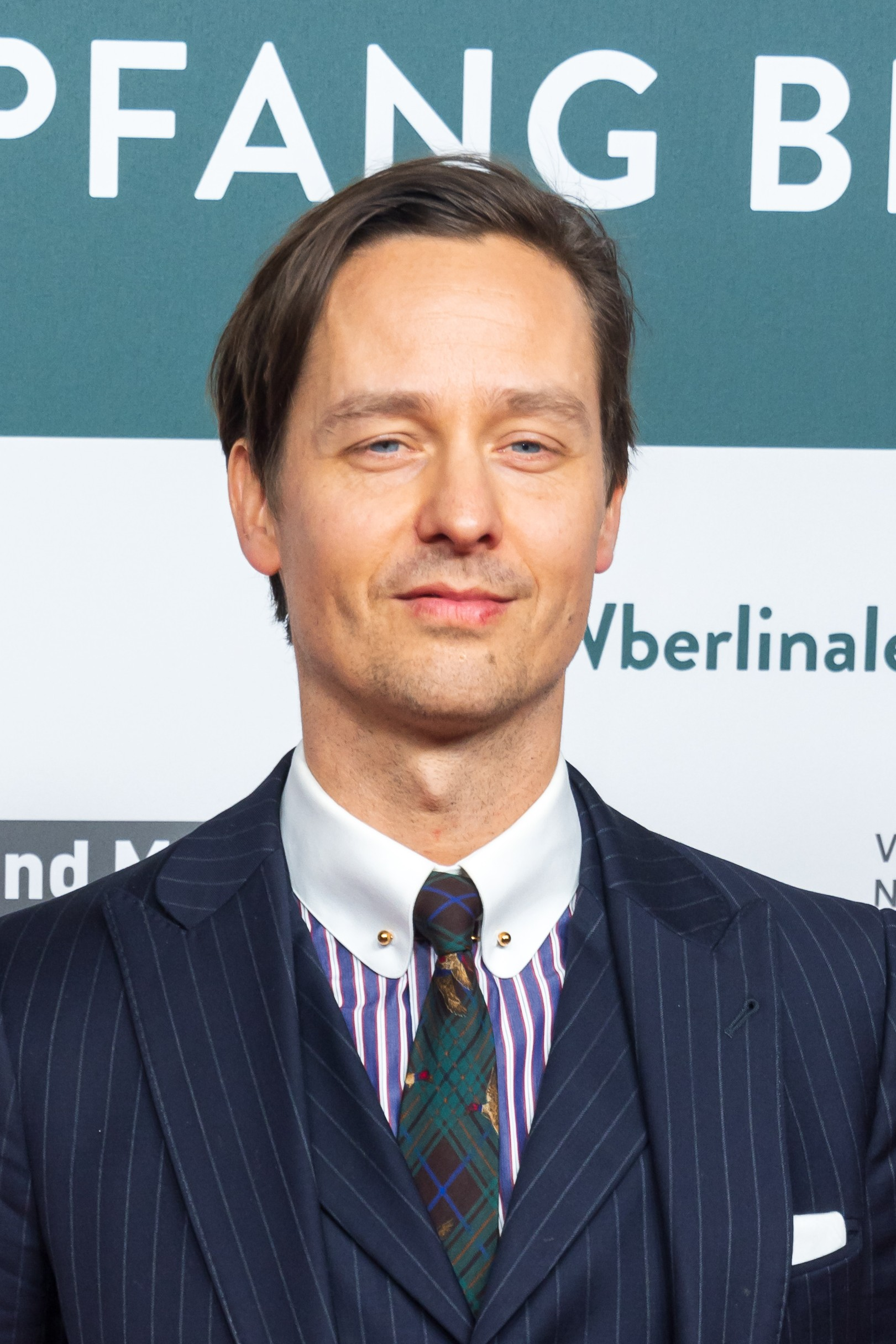
Tom Schilling (* 1982)

- Schilling, Viktor (1883–1960), deutscher Internist und Hämatologe
- Schilling, Waldemar (1927–1980), deutscher Ingenieur und Mitglied der Volkskammer der DDR
- Schilling, Walter (1895–1943), deutscher Offizier, zuletzt Generalleutnant im Zweiten Weltkrieg
- Schilling, Walter (1930–2013), deutscher evangelisch-lutherischer Pfarrer
- Schilling, Werner (1910–1988), deutscher evangelischer Theologe
- Schilling, Werner (1931–2019), deutscher Physiker
- Schilling, Werner (1931–2017), deutscher Sportjournalist
- Schilling, Wilhelm (1790–1874), deutscher Zoologe und Konservator
- Schilling, William G. (1939–2019), US-amerikanischer Schauspieler
- Schilling, Wolf-Dietrich (* 1936), deutscher Diplomat
- Schilling, Wolfgang (1955–2018), deutscher Fußballspieler
- Schilling, Wolfgang (* 1957), deutscher Fußballspieler
- Schilling, Wolfgang (* 1957), deutscher Autor und Medienberater
- Schilling-Ruckteschel, Rosina Dorothea (1670–1744), pietistische Schriftstellerin
- Schilling-Trygophorus, Max (1858–1940), deutscher Jurist, Landgerichtsdirektor in Darmstadt
- Schilling-Trygophorus, Otto (1888–1976), deutscher Jurist und Musikwissenschaftler
- Schillinger, Andreas (* 1983), deutscher RadrennfahrerAndreas Schillinger (* 1983)

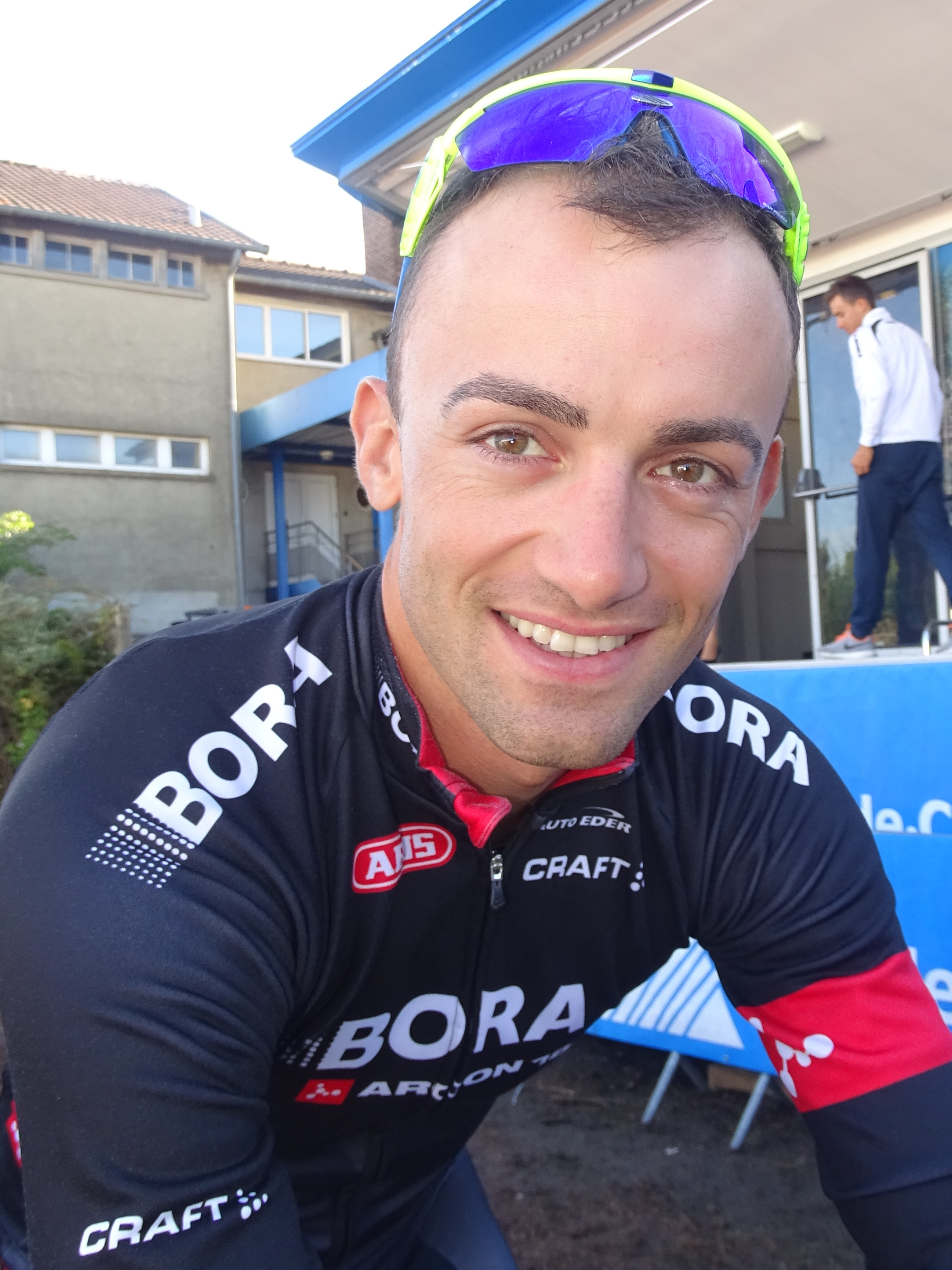
Andreas Schillinger (* 1983)

- Schillinger, August (1876–1939), deutscher Diplomat
- Schillinger, Florian (* 1985), deutscher Nordischer Kombinierer
- Schillinger, Franz (1964–2005), deutscher Komponist und Gitarrist
- Schillinger, Heinz (1929–2008), deutscher Grafiker
- Schillinger, Herbert (* 1953), deutscher Jurist, Geschäftsführungsmitglied der Deutschen Rentenversicherung Bund
- Schillinger, Johann Jakob († 1821), deutscher Maler
- Schillinger, Josef (1908–1943), deutscher SS-Oberscharführer im Konzentrationslager Auschwitz
- Schillinger, Joseph (1895–1943), russisch-US-amerikanischer Komponist, Kompositionslehrer und MusiktheoretikerJoseph Schillinger (1895–1943)

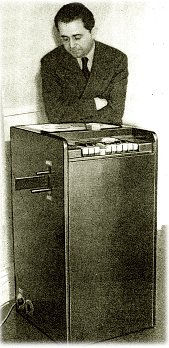
Joseph Schillinger (1895–1943)

- Schillinger, Reinhold (* 1949), deutscher Theaterregisseur und Dramaturg
- Schillinger, Tilmann (* 1966), deutscher Schauspieler und Regisseur
- Schillinger, Ulrich (* 1945), deutscher Radrennfahrer
- Schillings, Alex (* 1957), niederländischer Musiker und Dirigent
- Schillings, Carl Georg (1865–1921), deutscher Fotograf, Jäger und Tierschützer
- Schillings, Max von (1868–1933), deutscher Komponist, Dirigent und Theaterintendant
- Schillings, Wolfgang (* 1971), deutscher Sportmediziner und Rechtswissenschaftler

#### Schillk
- Schillkowski, Wolfgang (* 1942), deutscher Hochspringer

#### Schillm
- Schillmann, Fritz (* 1940), deutscher Handballspieler und -trainer
- Schillmeier, Michael (* 1963), deutscher Sozialwissenschaftler
- Schillmöller, August (1880–1927), Hauptlehrer und Heimatschriftsteller aus dem Oldenburger Münsterland

#### Schillo
- Schillock, Daniel (1826–1878), litauisch-deutscher Rechtsanwalt und Senator in Minnesota

### Schilm
- Schilmann, Lorenz (1828–1904), Düsseldorfer Architekt

### Schiln
- Schilnikow, Leonid Pawlowitsch (1934–2011), russischer Mathematiker

### Schilo
- Schiloach, Re’uwen (1909–1959), israelischer Agent, Direktor des Nachrichtendienstes Mossad (1951–1952)Re’uwen Schiloach (1909–1959)

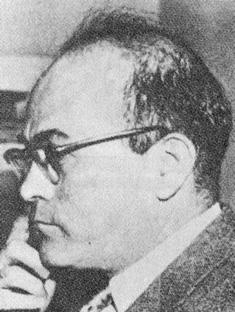
Re’uwen Schiloach (1909–1959)

- Schilow, Alexander Jewgenjewitsch (1930–2014), russischer Chemiker
- Schilow, Georgi Jewgenjewitsch (1917–1975), sowjetischer Mathematiker
- Schilow, Nikolai Alexandrowitsch (1872–1930), russischer Chemiker
- Schilow, Sergei Walentinowitsch (* 1970), russischer Behindertensportler
- Schilow, Sergei Wladimirowitsch (* 1988), russischer Bahn- und Straßenradrennfahrer
- Schilowetz, Josef (1900–1950), österreichischer Politiker (SPÖ), Landtagsabgeordneter im Burgenland
- Schilowskaja, Aglaja Iljinitschna (* 1993), russische Musicaldarstellerin, Schauspielerin und Sängerin
- Schilowski, Pjotr Petrowitsch (1871–1957), russischer Graf und Erfinder

### Schilp
- Schilp, Thomas (1953–2019), deutscher Historiker und Archivar
- Schilperoort, Peter (1919–1990), niederländischer Jazzmusiker
- Schilpp, Paul Arthur (1897–1993), US-amerikanischer Philosoph
- Schilpp, Peter (1893–1952), deutscher Politiker (CDU), MdL

### Schils
- Schils, Jozef (1931–2007), belgischer Radrennfahrer
- Schils, Rainer (1944–2018), deutscher Fußballfunktionär
- Schilsky, Friedrich Julius (1848–1912), deutscher Lehrer und Entomologe
- Schilson, Arno (1945–2005), deutscher Theologe

### Schilt
- Schilt, Jean-Jacques (* 1943), Schweizer Politiker (SP)
- Schilt, Louis Pierre (1790–1859), französischer Porzellanmaler
- Schilt, Otto (1888–1943), Schweizer Bildhauer
- Schilt, Rafael (* 1979), Schweizer Jazzmusiker (Tenorsaxophon, Klarinette)
- Schilt, Semmy (* 1973), niederländischer KampfsportlerSemmy Schilt (* 1973)

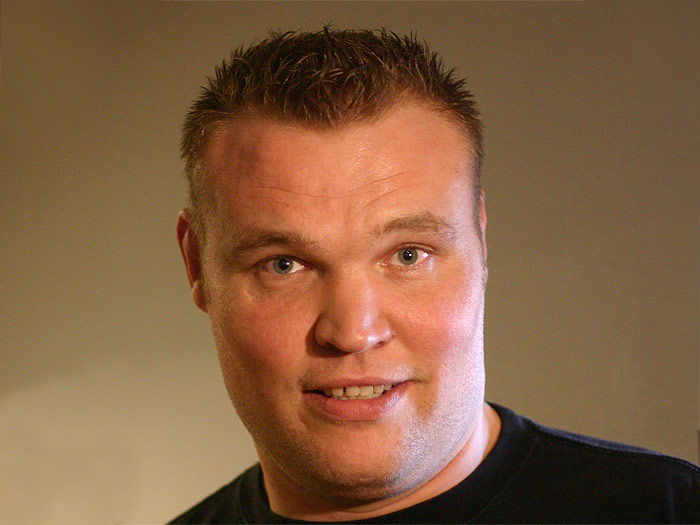
Semmy Schilt (* 1973)

- Schiltberger, Johannes (* 1380), Knappe, Gefolgsmann, Weltreisender
- Schiltenberger, Johann Peter (1684–1759), deutscher Rechtswissenschaftler und Hochschullehrer
- Schilter, Gottfried (1643–1679), deutscher Rechtswissenschaftler
- Schilter, Hans (1918–1988), Schweizer Maler, Bildender Künstler, Werbegrafiker, Restaurator und Glasmaler
- Schilter, Johann (1632–1705), Rechtsgelehrter
- Schilter, Joseph (1871–1956), Schweizer Kirchenmaler und Entwerfer von Bleiglasfenstern
- Schilter, Zacharias (1541–1604), deutscher lutherischer Theologe
- Schiltknecht, Niklaus (1687–1735), Schweizer Baumeister der Heiliggeistkirche Bern
- Schiltz, Georges (1901–1981), luxemburgischer Radrennfahrer
- Schiltz, Hugo (1927–2006), belgischer Politiker
- Schiltz, Katelijne (* 1974), belgische Musikwissenschaftlerin
- Schiltz, Luc (* 1980), luxemburgischer Schauspieler
- Schiltz, Marc (* 1973), luxemburgischer Basketballspieler
- Schiltz, René (1894–1960), französischer Autorennfahrer
- Schiltz, Véronique (1942–2019), französische Archäologin und Übersetzerin

### Schily
- Schily, Franz (1892–1955), deutscher Manager in der Stahlindustrie
- Schily, Jenny (* 1967), deutsche Schauspielerin
- Schily, Konrad (* 1937), deutscher Mediziner und Politiker (SPD, FDP), MdB
- Schily, Otto (* 1932), deutscher Rechtsanwalt und Politiker (Die Grünen, SPD), Bundesminister des InnernOtto Schily (* 1932)

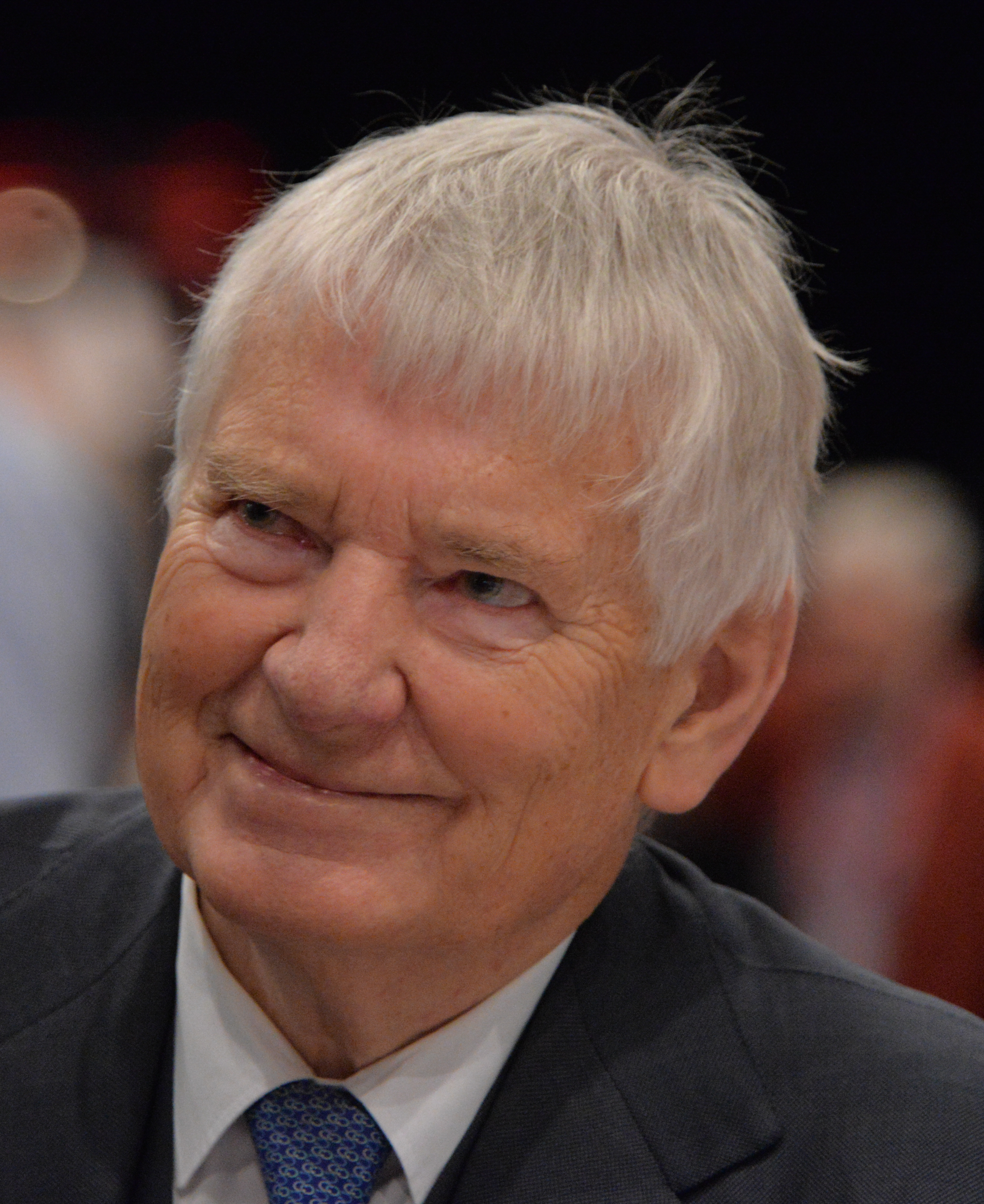
Otto Schily (* 1932)

- Schily, Victor (1811–1875), deutscher Rechtsanwalt, Teilnehmer an der Revolution 1848/49
- Schily-Koppers, Julia (1855–1944), deutsche Malerin
- Schilykowski, Wladimir Sergejewitsch (1933–1987), sowjetischer Eisschnellläufer

### Schilz
- Schilzow, Konstantin Sergejewitsch (* 2002), russischer Fußballspieler
- Schilzow, Lew Michailowitsch (1928–1996), sowjetischer Offizier, U-Boot-Kommandeur der sowjetischen Marine und Admiral des Kalten Krieges